# Murallas de León
La muralla de León es la fortificación romana de la ciudad española de León que delimita el casco antiguo de la ciudad.
El conjunto amurallado leonés está formado por la muralla de origen romano, cuyo origen se encuentra en el siglo I, por las cercas o muralla medieval, del siglo XIV y por el castillo de León, hoy sede del archivo histórico provincial. Las murallas fueron edificadas por la Legio VI para controlar la población astur de la zona y reedificadas por la Legio VII en piedra en 74 d. C. La primera reforma de calado se realizó en el periodo tetrárquico, aún bajo dominio romano.
La repoblación de la ciudad en el siglo IX por parte del reino de Asturias conllevó la reparación de la muralla con los métodos de la época. La primera ampliación, en tierra, al sur de la ciudad se realizó debido al aumento del caserío extramuros, algo que finalmente también llevaría a que Alfonso XI mandase construir las cercas para proteger el burgo nuevo.

## Trazado
| Mapa de la ciudad medieval de León     |
| -------------------------------------- |
|                                        |
| 1. Puerta del Castillo.                |
| 2. Arco de San Albito.                 |
| 3. Arco de las cien doncellas.         |
| 4. Puerta Obispo.                      |
| 5. Puerta del Peso.                    |
| 6. Puerta del Sol.                     |
| 7. Puerta de Santa Ana.                |
| 8. Puerta Moneda.                      |
| 9. Puerta de San Francisco.            |
| 10. Arco de Ánimas.                    |
| 11. Puerta de Fajeros o Santo Domingo. |
| 12. Puerta de Renueva.                 |
| A. Basílica de San Isidoro.            |
| B. Catedral de León.                   |
| C. Iglesia de San Martín.              |
| D. Iglesia del Mercado.                |
| E. Iglesia de San Marcelo.             |

## Historia

### Fundación de la Legio VI
Durante la época augustea la Legio VI establece su base en la cuña formada entre los ríos Bernesga y Torío, en una posición estratégica entre la cordillera y la meseta motivada por la política de apaciguamiento de la población astur que dominaba la zona. El lugar escogido estaba emplazado junto a la calzada que comunicaba Caesar Augusta con Asturica Augusta y sobre una leve prominencia del terreno, a 840 metros sobre el nivel del mar y a unos 3 km de la desembocadura del Torío en el río Bernesga. La forma rectangular del campamento, cuyos ejes estaban orientados en las direcciones cardinales, medía 570 metros de largo y 350 metros de ancho, dando como resultado una superficie del recinto de algo más de 20 hectáreas, una cifra habitual en los acuartelamientos de una sola legión. La legión reedificaría con unas características similares el campamento durante el reinado de Tiberio.
La muralla consistía entonces en una empalizada de madera y un terraplén de tierra, rodeados por un foso en perfil de V.

### El campamento de la Legio VII
La instalación de la Legio VII en el emplazamiento dejado por la Legio VI produce cambios en las murallas también. Las excavaciones arqueológicas revelaron una muralla de piedra rodeando el espacio campamental, rectangular con esquinas redondeadas y una puerta en cada uno de sus lados, al final de cada unas de las calles principales del interior. El grosor de las defensas oscilaba entre los 180 y los 200 cm de espesor y su capacidad defensiva se veía reforzada por la inserción de torres cuadradas que se proyectaban levemente hacia el interior. La muralla data del periodo flavio, en el 74 d. C., momento del asentamiento de la legión.
El proceso constructivo de la muralla altoimperial consistió en el desmantelamiento de la mitad exterior del sistema defensivo anterior. El lienzo, en su cara vista, se encuentra construido mediante la técnica del opus vittatum, hecho a base de arenisca y encintado con argamasa. El núcleo de la muralla es de opus caementicium, de gran calidad y que emplea como encofrado parte del terraplén del campamento anterior, recrecido hasta los 6 metros de anchura y los 4,25 metros de altura de la nueva muralla. La muralla contaba también con tres torres interiores de planta rectangular así como torres en todos sus ángulos. La rodeaba un foso de los que no quedan evidencias arqueológicas por las obras realizadas debido a la muralla tardorromana.
La estructura defensiva del campamento en un primer momento consistía en una sucesión de tres de clases de elementos defensivos, a saber: uno o varios fosos, la muralla propiamente dicha y un terraplén de tierra adosado a la cara interior del lienzo. De este primer complejo solo nos han llegado restos del muro, consistente en una fábrica de sillería rellena de opus incertum y con un espesor de 180cm. Con el debilitamiento interno de la pax romana, en el siglo III o principios del siglo IV se acometió una labor general de refuerzo, adosando a la fábrica original una gruesa hoja de 5 metros de espesor aproximadamente además de torres de planta semicircular de flanqueo en todo el muro. Fue construida con sillares o elementos reaprovechados de tamaño ciclópeo y que aún podemos observar en la torre de los Ponce. Las modificaciones realizadas sobre la muralla ya en época medieval son el resultado de lo que observamos hoy. La acumulación histórica queda plasmada en la diversidad de técnicas constructivas que van desde tapias de hormigón, cal y canto hasta mampostería de cuarcita o canto rodado, con inserciones de sillares aislados o encintados de albañilería.

### La muralla tetrárquica o tardorromana
A finales del siglo III y principios del IV, la muralla leonesa sufre su última reforma en época romana. La reforma utilizó el lienzo de la muralla flavia como encofrado pétreo, donde el paramento intramuros del nuevo muro se apoya directamente en la cara vista de la antigua fortificación. La nueva cerca se refuerza con la presencia de torres semicirculares de 8,25 metros de diámetro dispuestos cada 15 metros. En el material utilizado en la nueva construcción destacan los monumentos epigráficos reutilizados. Con todo, la nueva fortificación presenta un espesor de 7 metros, debido a la unión del nuevo muro y el antiguo a los que hay que sumar los más de 6 metros del terraplén intramuros aún en uso en aquel momento. La altura de la obra oscilaría entre los 5 y 6 metros, con tramos en torno a los 10 y 12 metros.
La muralla fue construida con diversas técnicas debido a la diversidad de los materiales empleados. Bloques de cuarcita escasamente labrados se alternan con material proveniente de la necrópolis de la ciudad, unidos a una obra de mampostería realizada con material proveniente de canteras a 40km de distancia.

### Alto medievo, siglos X-XI
En el periodo que transcurre entre la caída del imperio y la incorporación de la ciudad al reino de Asturias en 856, la muralla continuó en uso, con el establecimiento incluso de una guarnición bereber durante la primera mitad del siglo VIII. Durante este periodo, lo probable es que desapareciese el terraplén interior que había acompañado a la obra desde el periodo altoimperial, espacio que quedó libre durante la época del alto medievo para la colonización urbana dejando disponibles además enormes cantidades de tierra y arcilla para ejecutar adecuaciones en el interior del recinto amurallado.
Las primeras intervenciones en época medieval consistieron en la reparación de la fábrica romana, fuertemente afectada por los procesos de meteorización que habrían provocado la fisura de la mampostería y el descubrimiento de la base de la muralla. Es por ello que se añaden nuevas hiladas de sillares, tallados en la misma piedra caliza de las canteras de Boñar con la que se construyó el resto del monumento. No obstante, el tamaño de estos sillares resulta más pequeño que los romanos originales y se encontraban dispuestos a soga y encintados con argamasa de arena.

### Pleno medievo, siglos XII- XIII
Tras la refundación que supone el fuero de Alfonso V en 1020 para la ciudad, se inicia un proceso de crecimiento urbano que acaba derivando en la creación de nuevos burgos extramuros como Burgo Nuevo y San Martín al sur y oeste de la traza romana. A finales del siglo XII el proceso de consolidación de ambos núcleos habría avanzado lo suficiente como para que fuese necesario amurallarlos.

### Muralla medieval
En el 1324, en tiempos de Alfonso XI, se acordó levantar una cerca medieval de piedra que sustituyese a la cerca de tierra que protegía el caserío que había desbordado la antigua muralla romana. La cerca dejaba dentro de la misma el lado sur y parte del oeste de la muralla tardorromana, a la que poco a poco fueron adosándose diferentes construcciones tanto en el interior como en el exterior del lienzo.

## Puertas
Puerta castillo
La puerta del Castillo o arco de la Cárcel, que recibe su nombre por estar junto al castillo de León corresponde con la puerta norte del primigenio campamento romano. La primera actuación de la que se tiene constancia fue cuando Alfonso V, según Madoz, repara las cuatro puertas romanas, incluyendo la puerta norte, que habían sido destruidas por los musulmanes. En cualquier caso, la fisionomía de dicha puerta no es documentado hasta el siglo XVIII aunque en 1757 el estado de la puerta debía de ser ruinoso ya que se encargaron unas obras donde se acometiesen las reparaciones necesarias incluyendo la de Santa Ana. Obras que no se debieron iniciar dado que un año después el ayuntamiento citó que puerta Castillo y puerta Moneda en vez de santa Ana eran las que en peor estado estaban, por lo que se inician unas obras que terminan en 1759 y cuyo resultado final es lo que se ha preservado en la actualidad.
El caso de puerta de Castillo es poco común, porque en esa época las ciudades alejadas de la frontera en España no prestaban atención al estado de sus sistemas defensivos, por lo que una puerta de nueva planta, anexa a la muralla romana y en estilo barroco debió deberse a razones de peso, aunque se sospecha que la principal era el inminente peligro de desplome y ruina de la preexistente. Si no se demolió simplemente aprovechando la circunstancia para crear una nueva calle es porque León, al haber mantenido su estructura urbana y seguir circunscrita al espacio intramuros, mantenía la función de sus murallas de cierre y control de la población. La monumentalidad de la puerta se justifica en la corriente de la época en la que las murallas servían también para embellecer la urbe, por lo que se aprovechó el esfuerzo para dar un acceso monumental a la ciudad.
La puerta se encuentra coronada por Don Pelayo, quien en ese momento se consideraba el primer rey leonés y reconquistador de la ciudad ante los musulmanes. Durante mucho tiempo se pensaba que no era Pelayo, sino San Pelayo quién coronaba la puerta, no obstante la restauración de la placa de inscripción despejó las dudas.

VERAE CLARISSIMAEQUE GOTHORUM REGUM SOBOLI
INMORTALI HISPANICAE LIBERTATIS VINDICI
FORTISSIMO DUCI
OPTIMO PRINCIPE
PELAGIO
OBSERVATAS EORUM FLORENTISSIMAM URBEM INCOLUMITATEM
FORTUNAS DEBELLATOSQUE MAUROS
DECURIONES MUNICIPES AC INCOLAE LEGIONENSES

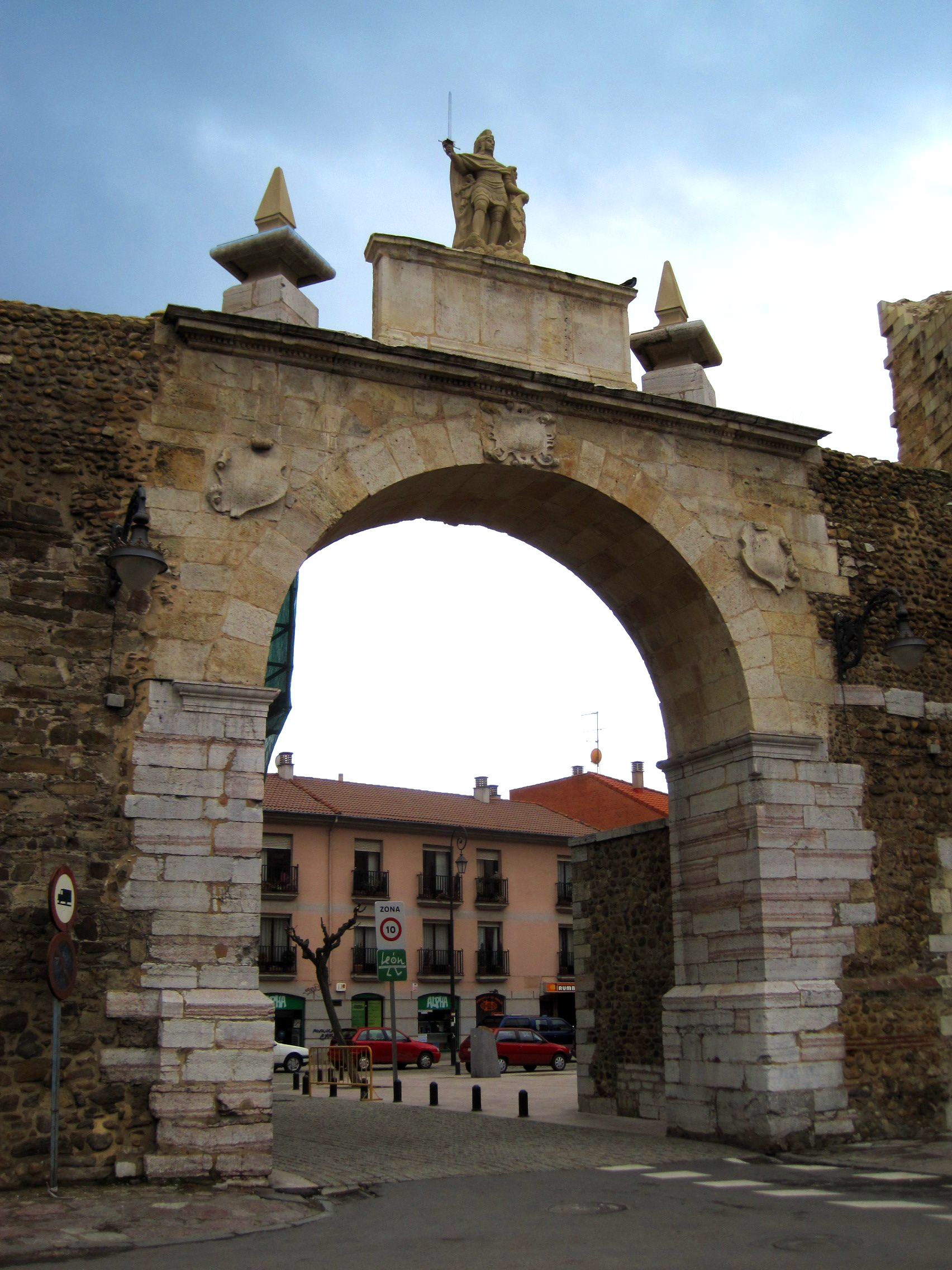
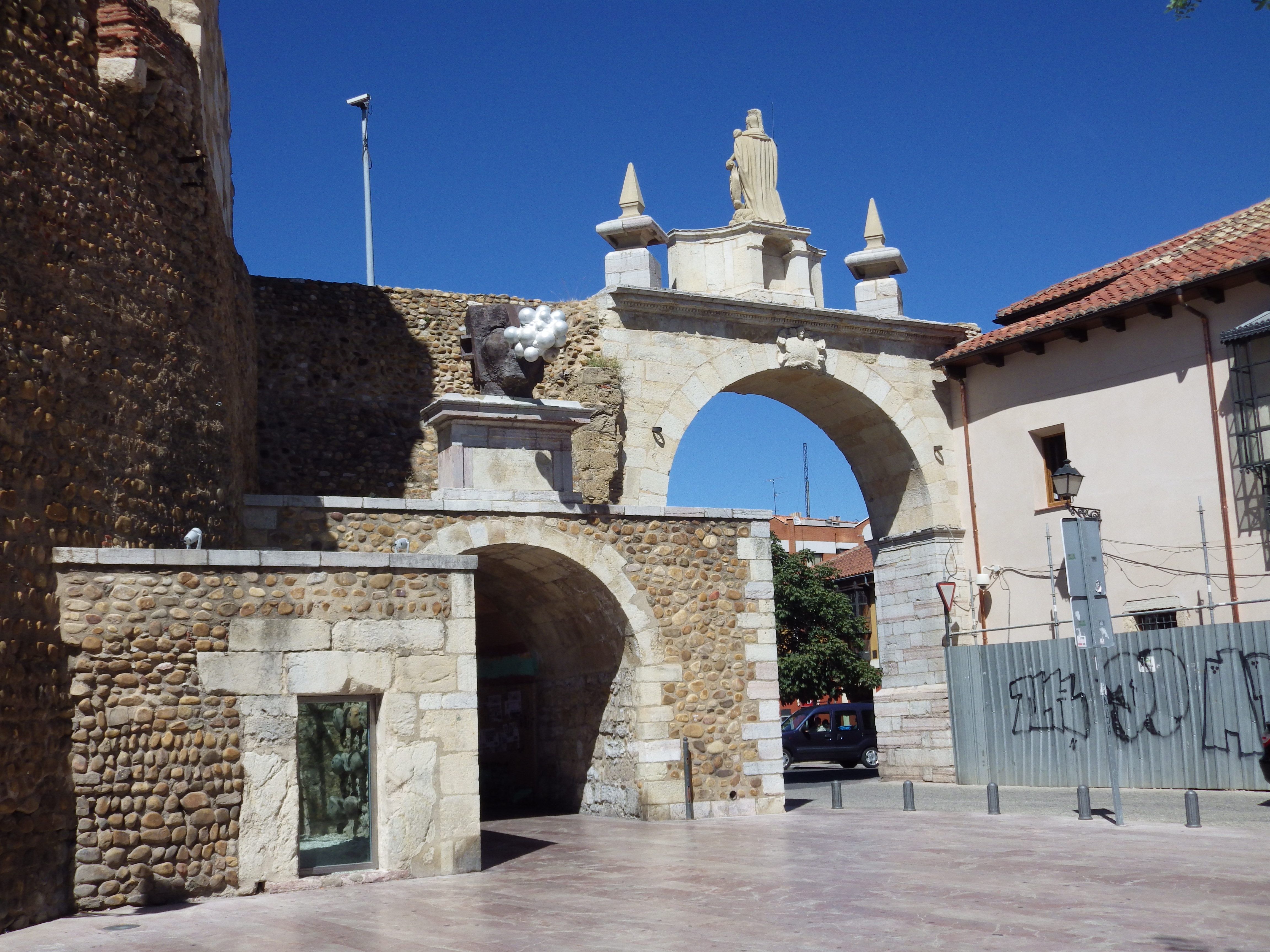
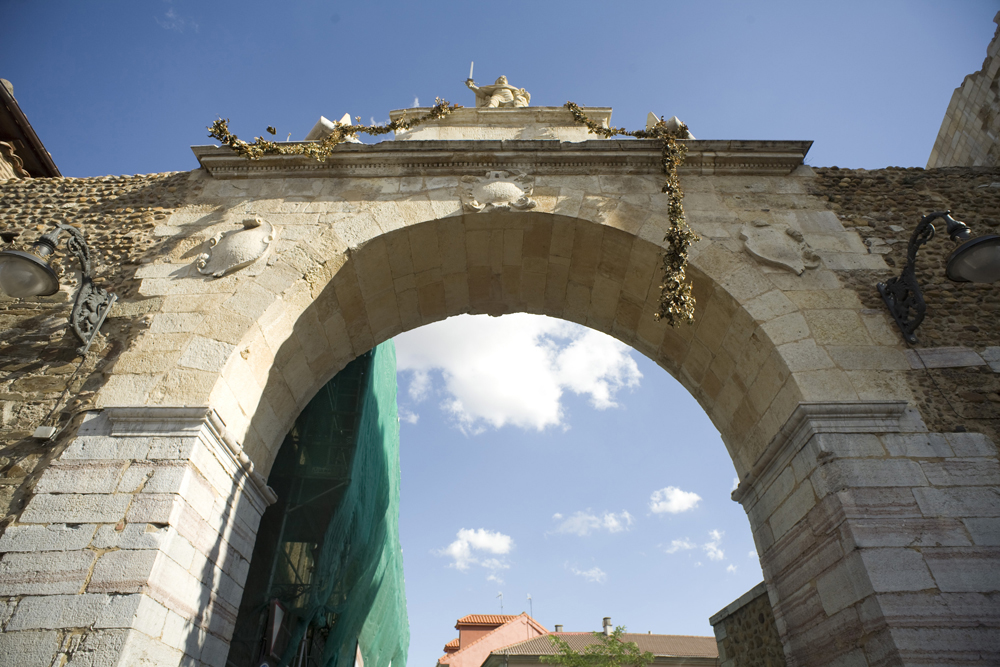

VIA QUAE AD ASTURES DUCIT STRATA
HAEC VOTA LITANT 1759

Arco de San Albito y Arco de las Cien Doncellas
El arco de San Albito comunica la calle de San Albito con la calle Carreras, aprovechando una brecha abierta con anterioridad. En 1967 se realizan excavaciones en la zona y es en 1970 cuando se realizan obras de recuperación de la muralla en la zona y se aprovechan estas para crear un paso abovedado, inaugurado en julio de 1970.
El arco de las cien doncellas por su parte tiene su origen cuando en 1962 la fundación Chicarro Canseco Banciella vende al obispado varias fincas anejas a la catedral para aislar esta última y construir un hospital. La apertura de una nueva calle entre el hospital y la catedral propicia la apertura de un arco para comunicar el nuevo equipamiento con la avenida de los cubos.

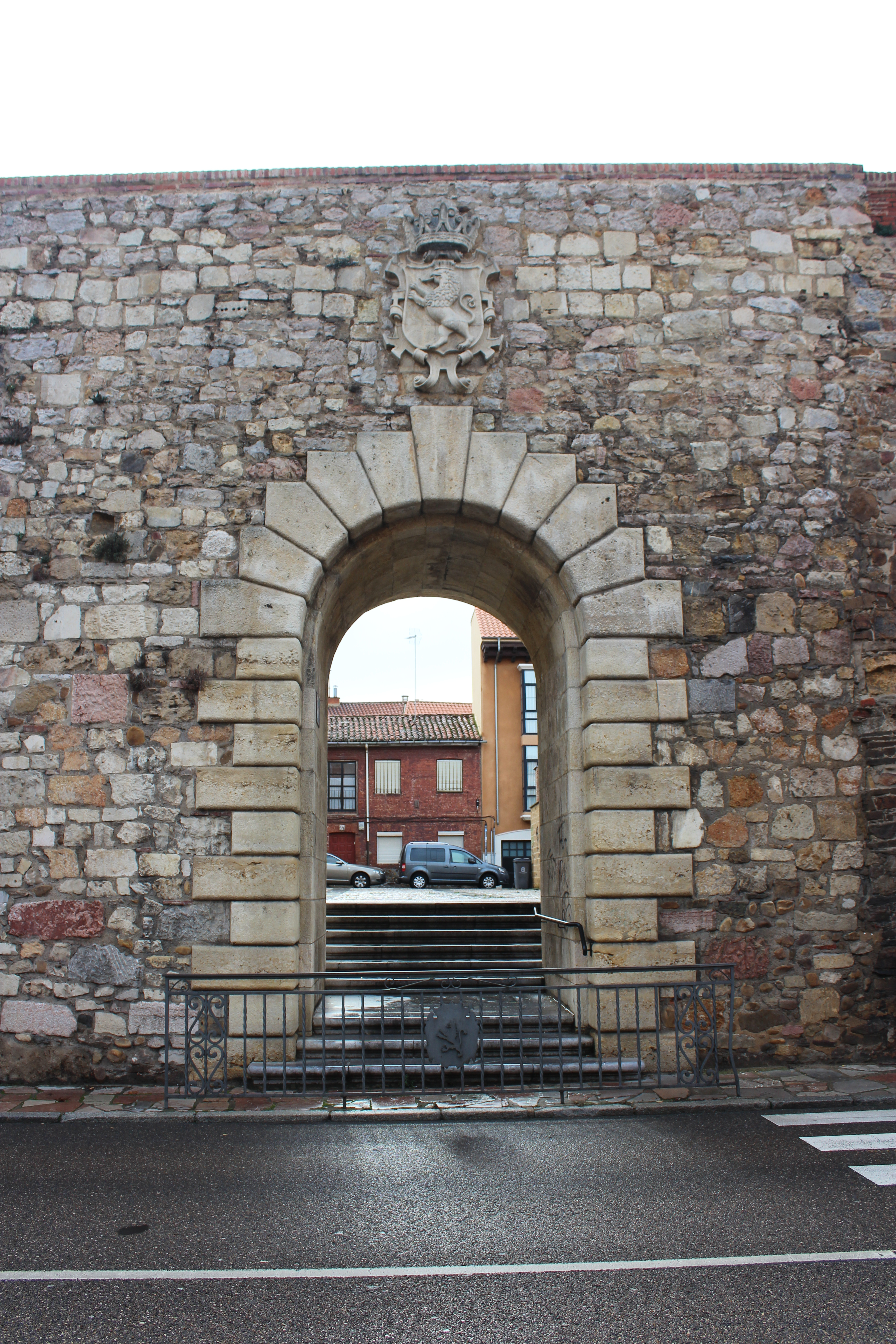
Arco de San Albito.
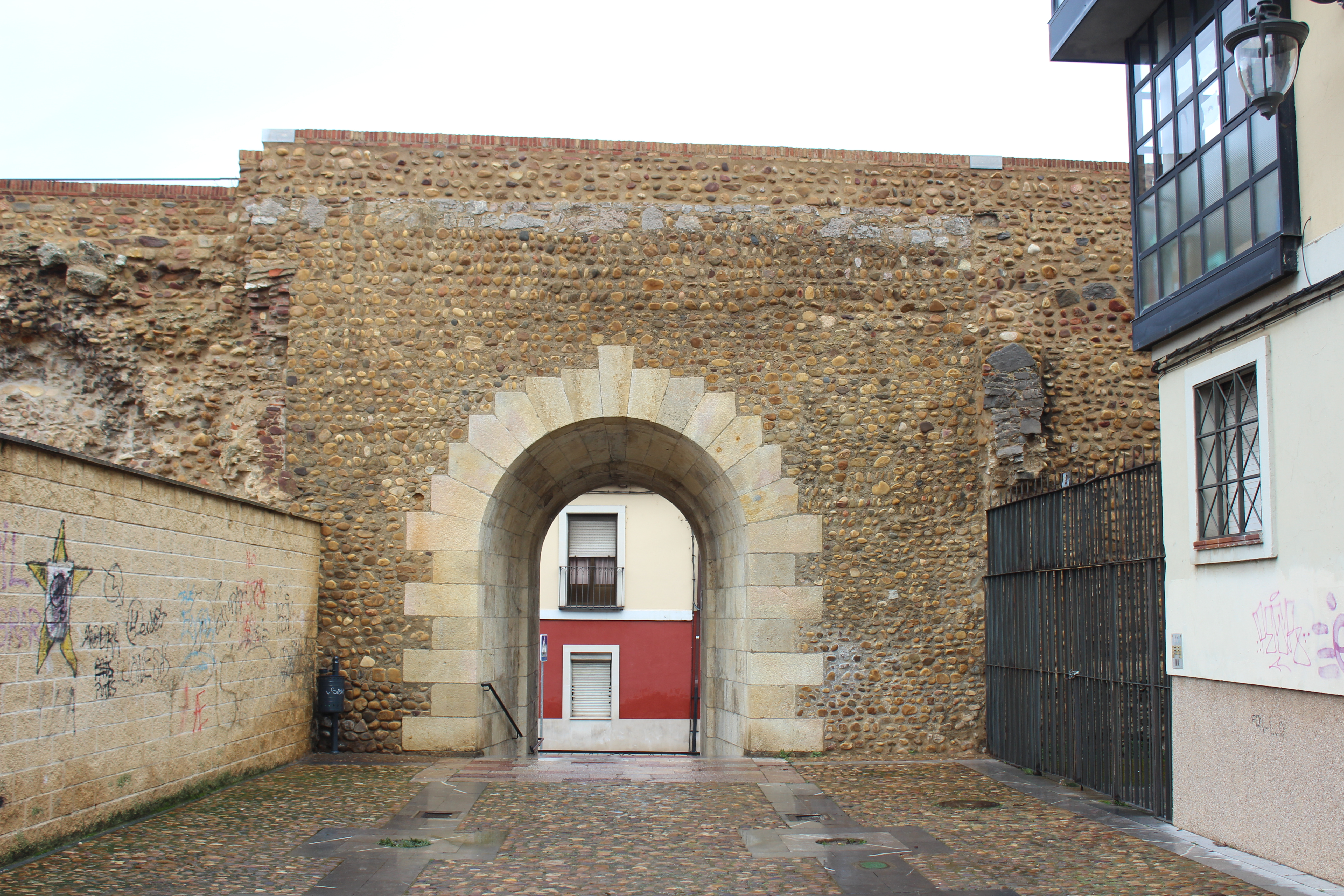
Arco de San Albito desde el interior.
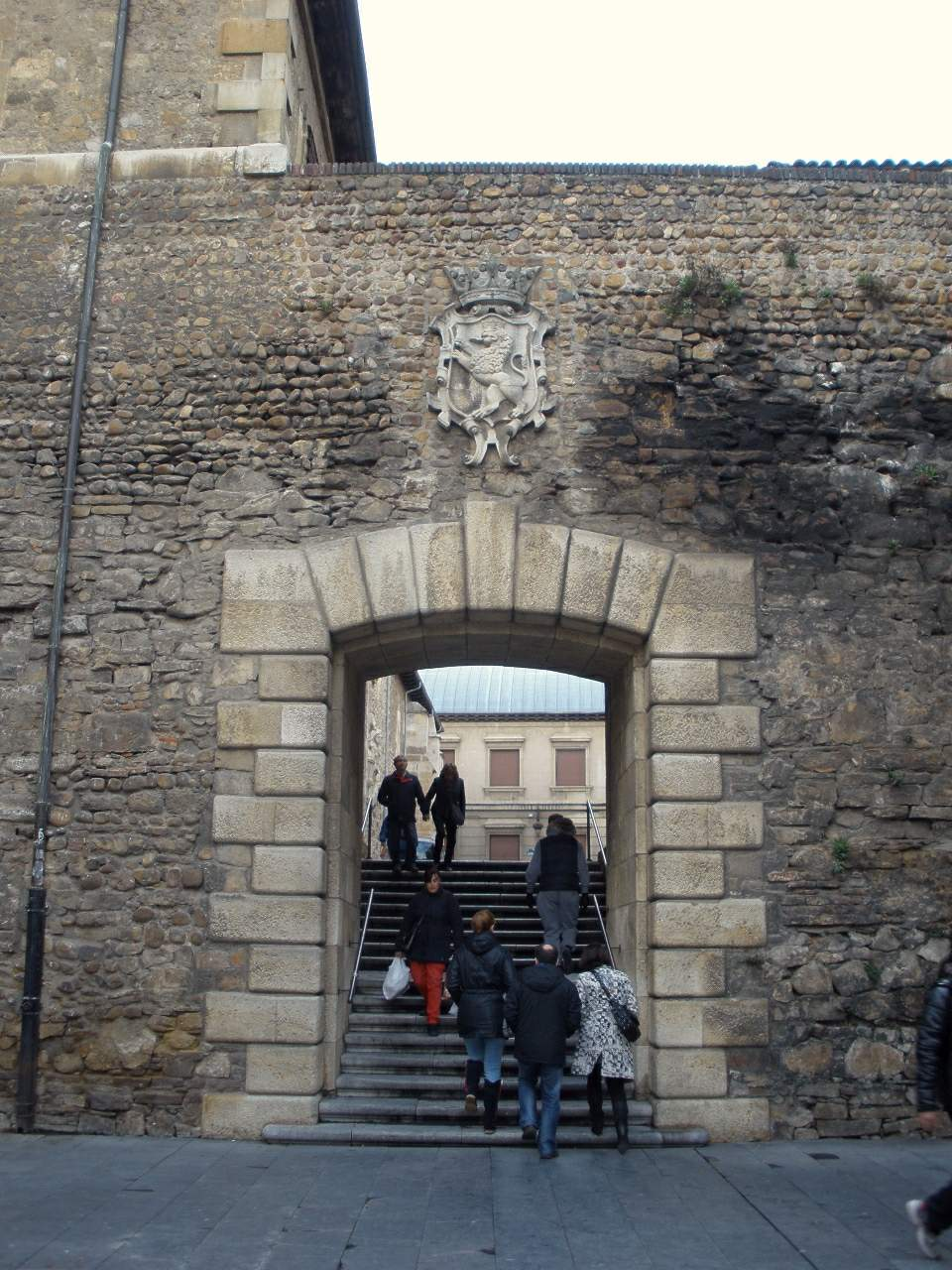
Arco de las cien doncellas.
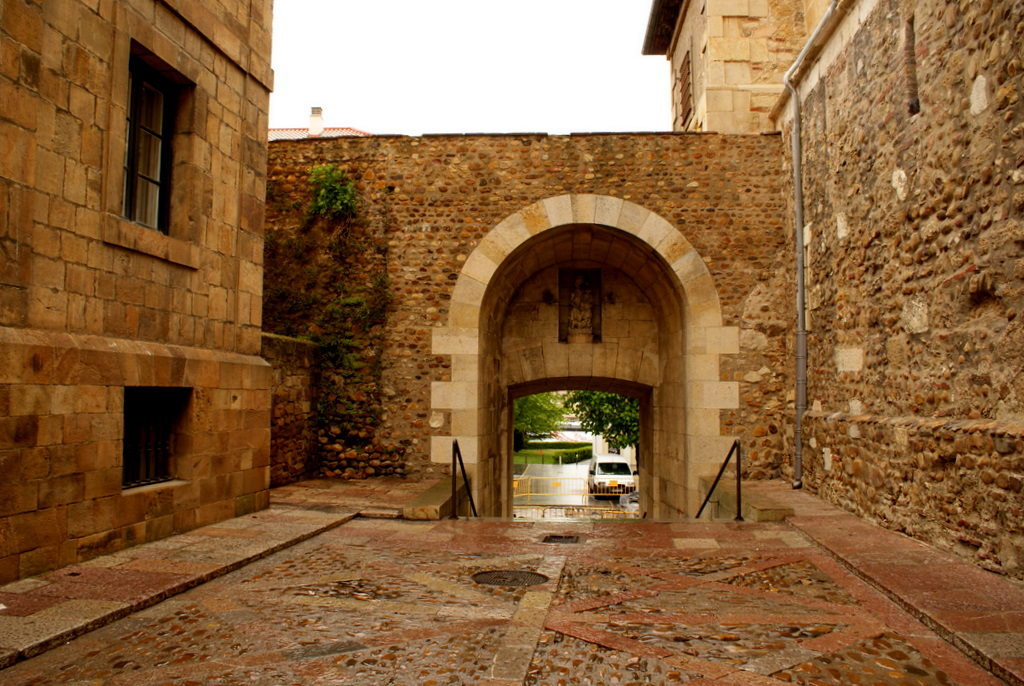
Arco de las cien doncellas desde el interior.
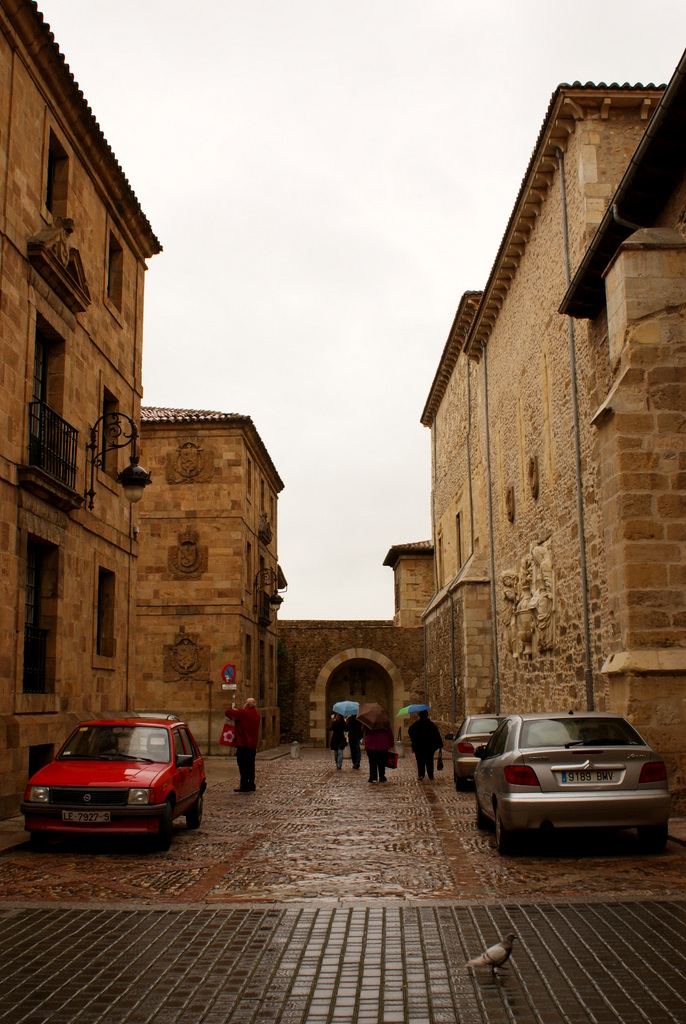
Perspectiva del arco de las cien doncellas.

### Puertas desaparecidas
Puerta renueva
En tiempos de Fernando II se abre esta puerta en el ángulo noroeste de la muralla romana cuando se modifica el recorrido que realizan por el interior los peregrinos que se encaminaban a Santiago de Compostela, para incluir el paso por la basílica de San Isidoro. Una vez abierta esta entrada, la salida natural hacia el puente de San Marcos fue la nueva puerta. Su desaparición no aparece clara en los documentos, sin embargo si se hace referencia a obras realizadas sobre la misma durante las guerras carlistas.
En el año 1837 se realizan dos planos que han llegado hasta nosotros, uno relativo a la reforma de las murallas de la ciudad para defenderla en dicha guerra y otro sobre la fortificación sobre San Isidoro. En el primero de los planos no aparece mención alguna a la demolición de la misma, pero en el segundo se ve explícitamente dicha demolición, así como el cierre de la calle abadía con varios muros defensivos.
Puerta de Santo Domingo o Fajeros

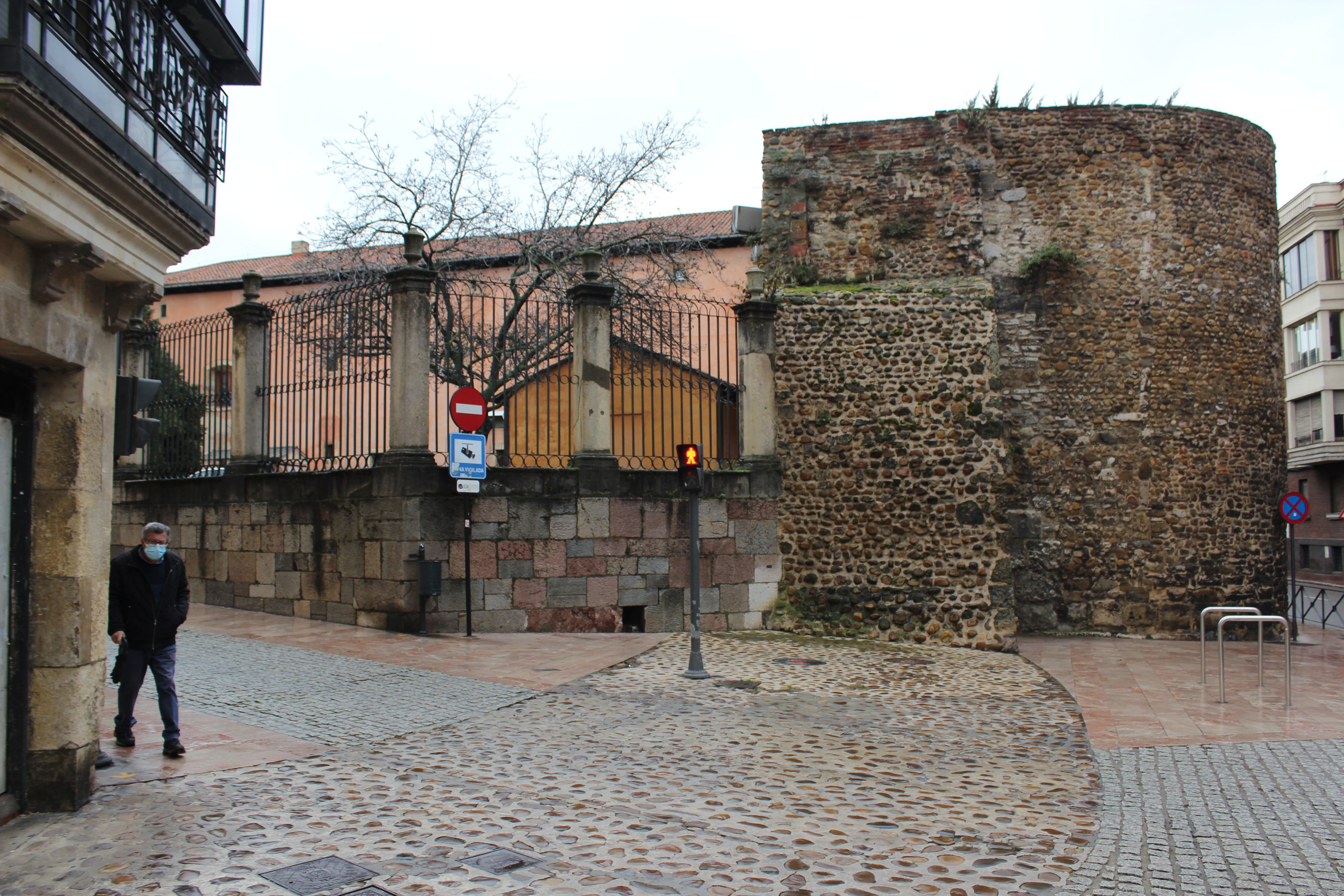
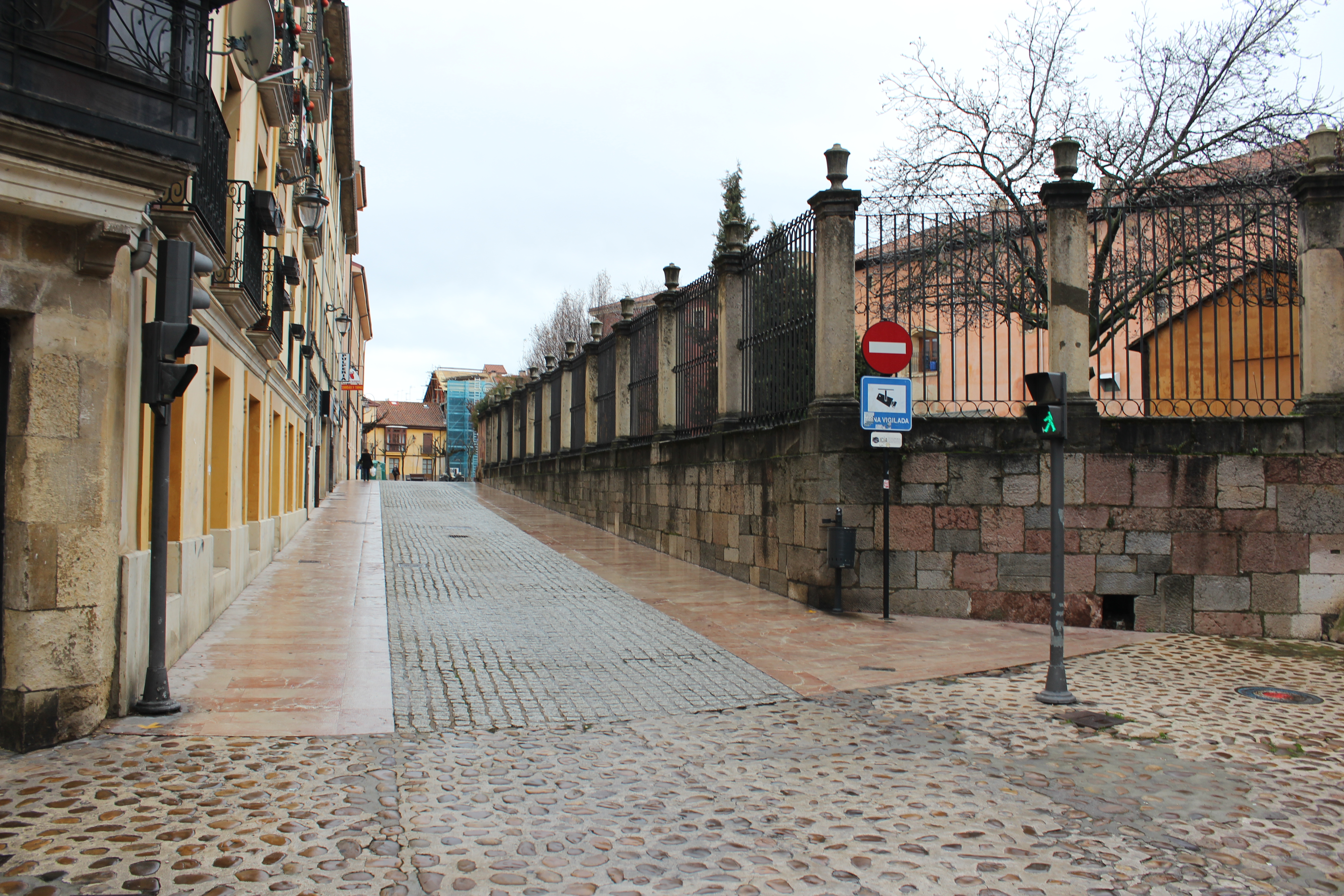

Esta puerta formaba parte del sistema defensivo de la cerca medieval y se encontraba en medio de la actual Santo Domingo. Su primer nombre fue el de Fajeros, haciendo referencia a la calleja donde se asentaban estos artesanos junto a la presa de San Isidro. En otros documentos medievales aparece como puerta de San Miguel y en otros como puerta de Santo Domingo al ser la salida hacia el convento levantado en la actual plaza. Su derribo va unido a la demolición de algunas partes de la muralla que unían la puerta con el palacio de los Guzmanes. El arco de Santo Domingo, como se denomina al lugar donde se encontraba la puerta aún años después de la demolición de la misma se encontraba unido por un lado al hospital de San Antonio Abad y por el otro a un conjunto de edificios que se sustentaban en la cerca.
En el momento del derribo, entre 1858 y 1867, se demuele una parte de la cerca que va desde el palacio de los guzmanes hasta la muralla tardorromana por detrás del Pósito tal y como corroboran planos de la época donde se indican estos tramos como demolidos.
Puerta de Arco de Ánimas

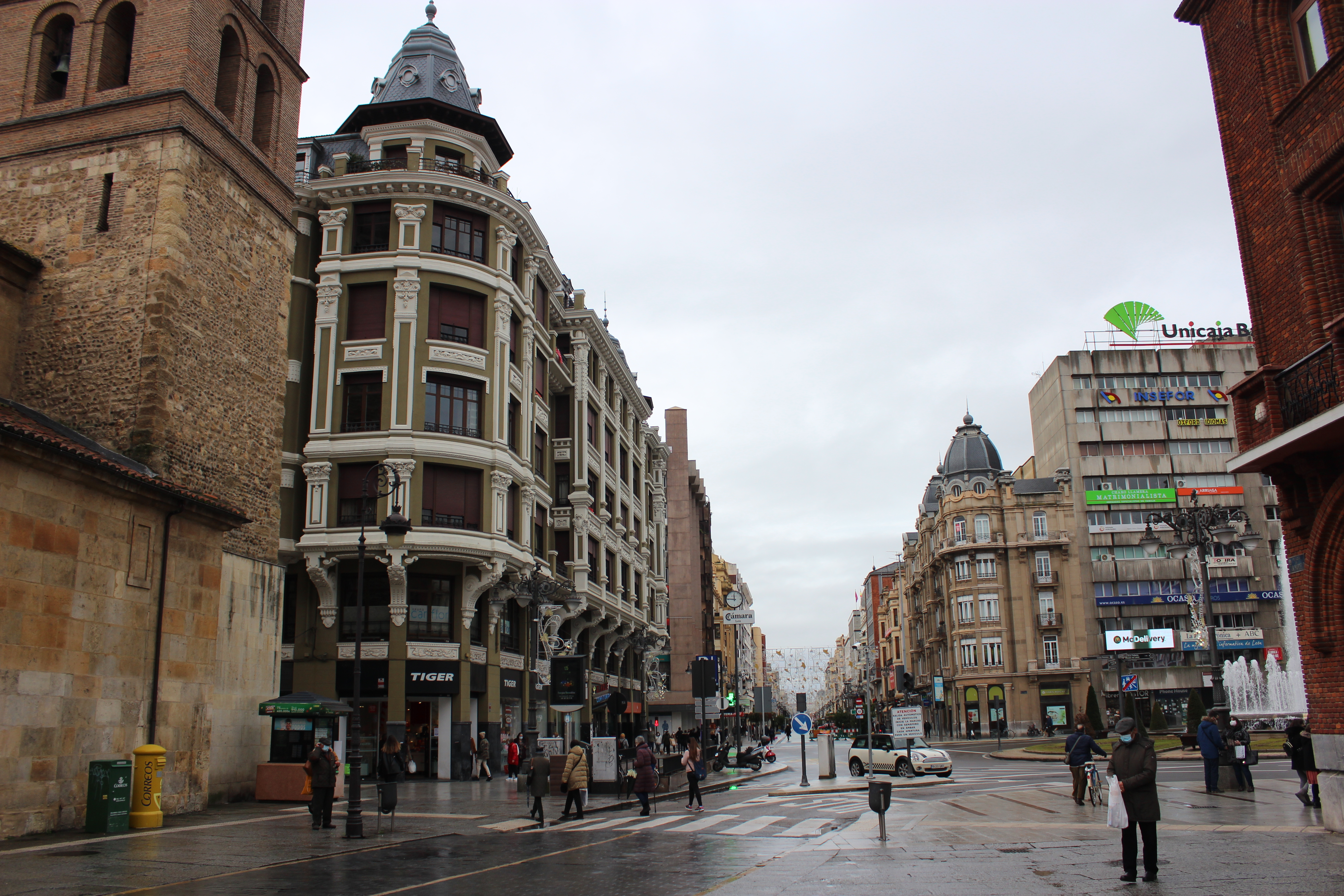
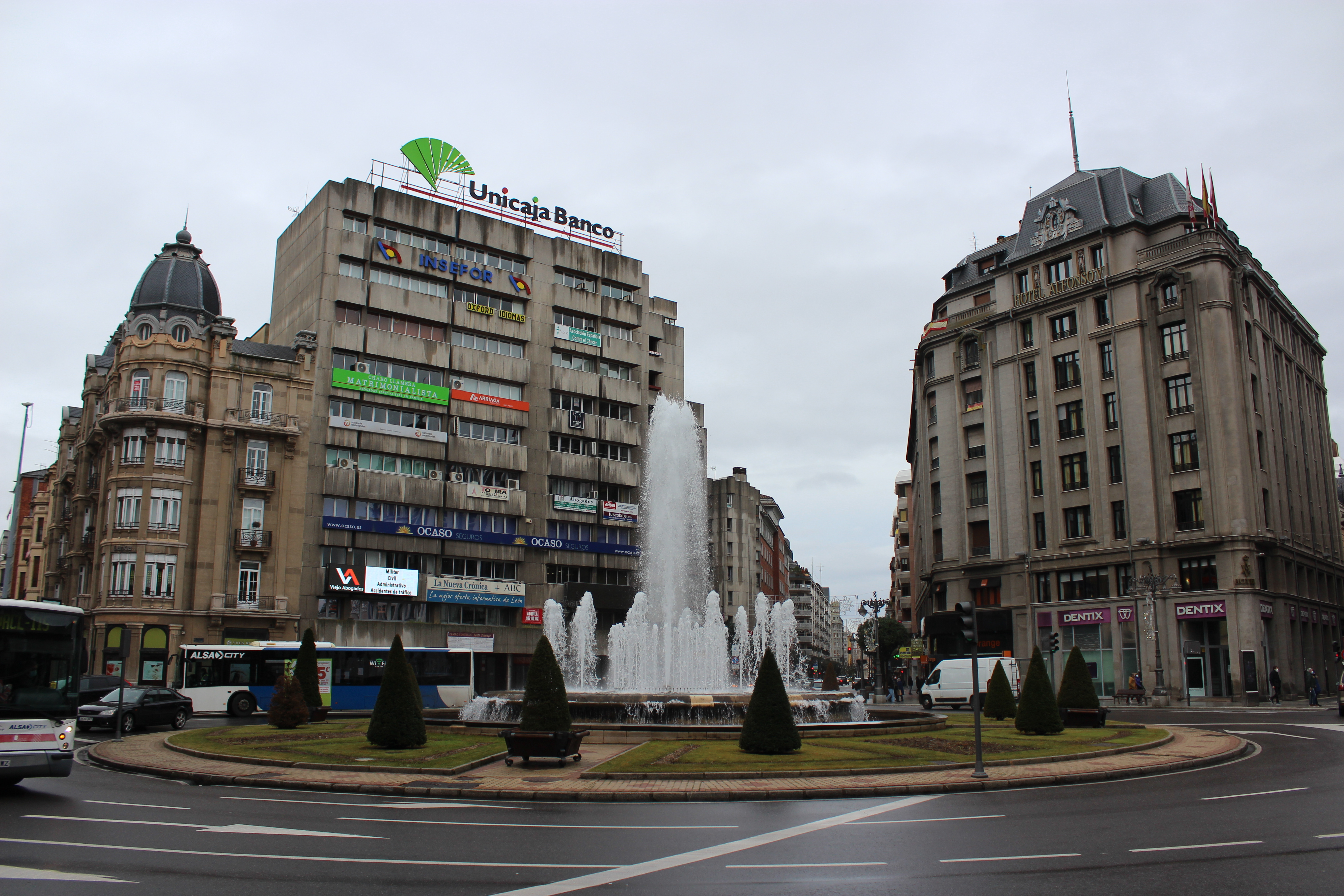
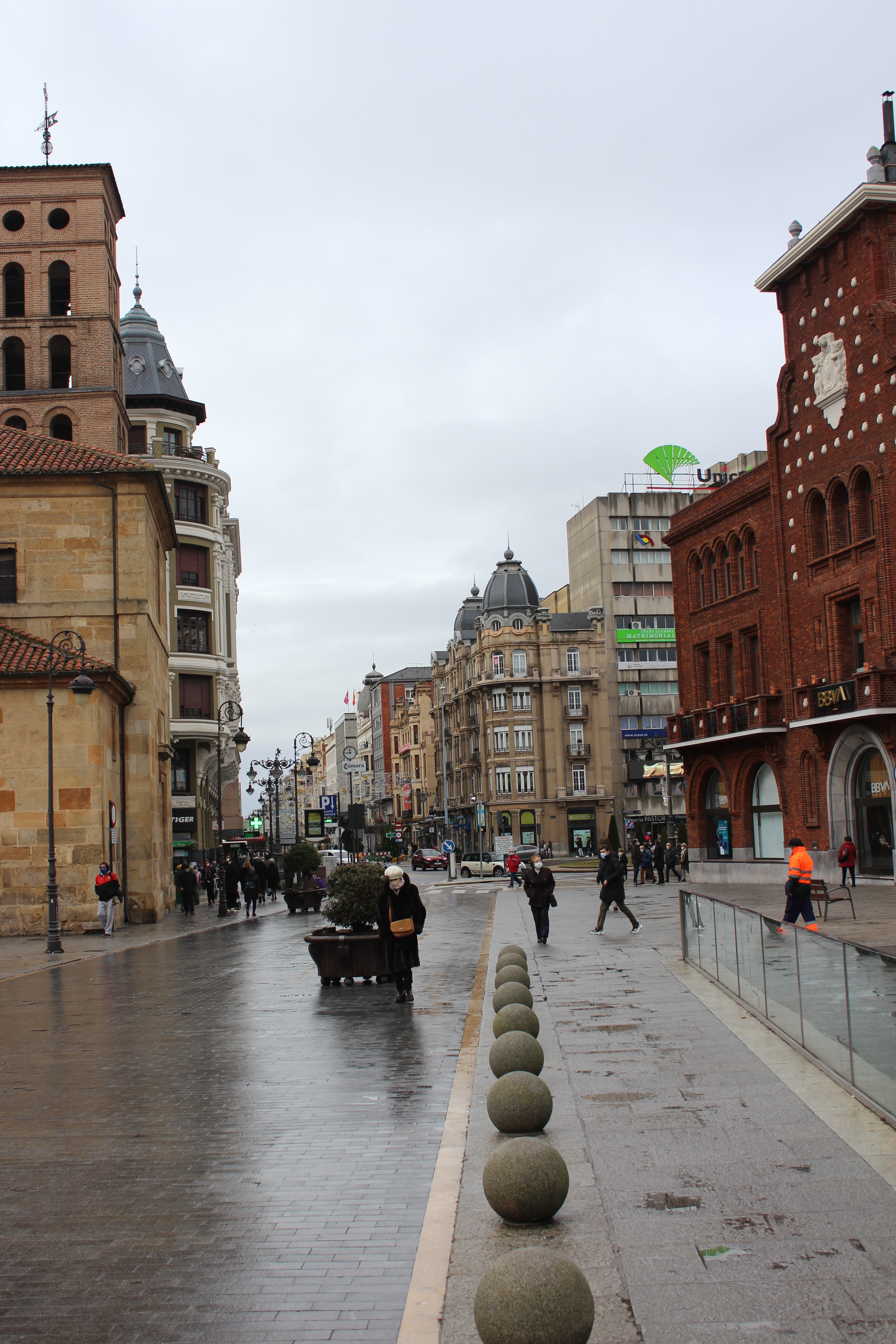

El nombre con el que figura esta puerta desde el principio es el de puerta de Burgo Nuevo, pero con el tiempo se impuso la denominación popular de Arco de Ánimas por encontrarse junto al cementerio del Hospital y por ser la puerta de salida de los entierros cuando éste se trasladó fuera de los muros. También, por esta circunstancia, fue llamada puerta del Malvar por ser la salida hacia el cementerio. En su entorno, al interior, se encontraban las casas de la Cofradía de las ánimas de San Marcelo y de la cofradía de San Roque y frente a ella la casa de los Mayorga. La puerta, en el momento de su derribo, estaba protegida por una torre y fue construida entre los años 1855 y 1859, siendo alcalde Pedro Balanzátegui Altuna.
Puerta de San Francisco

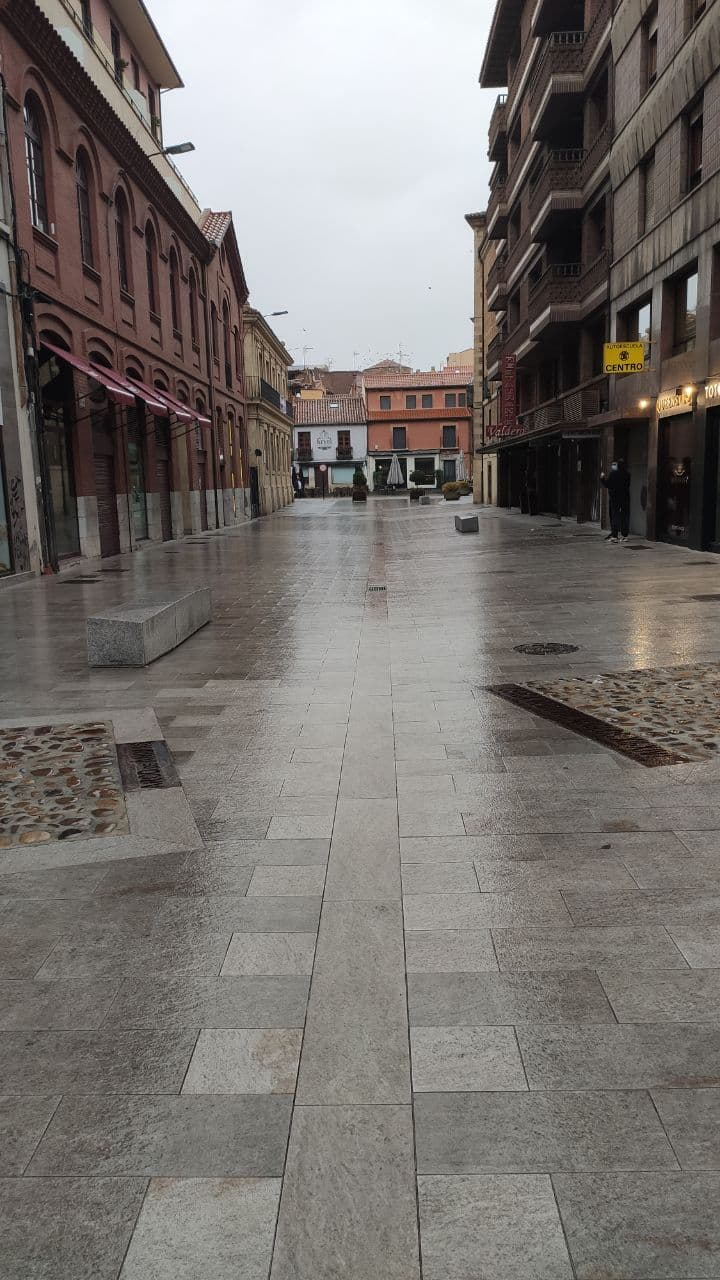
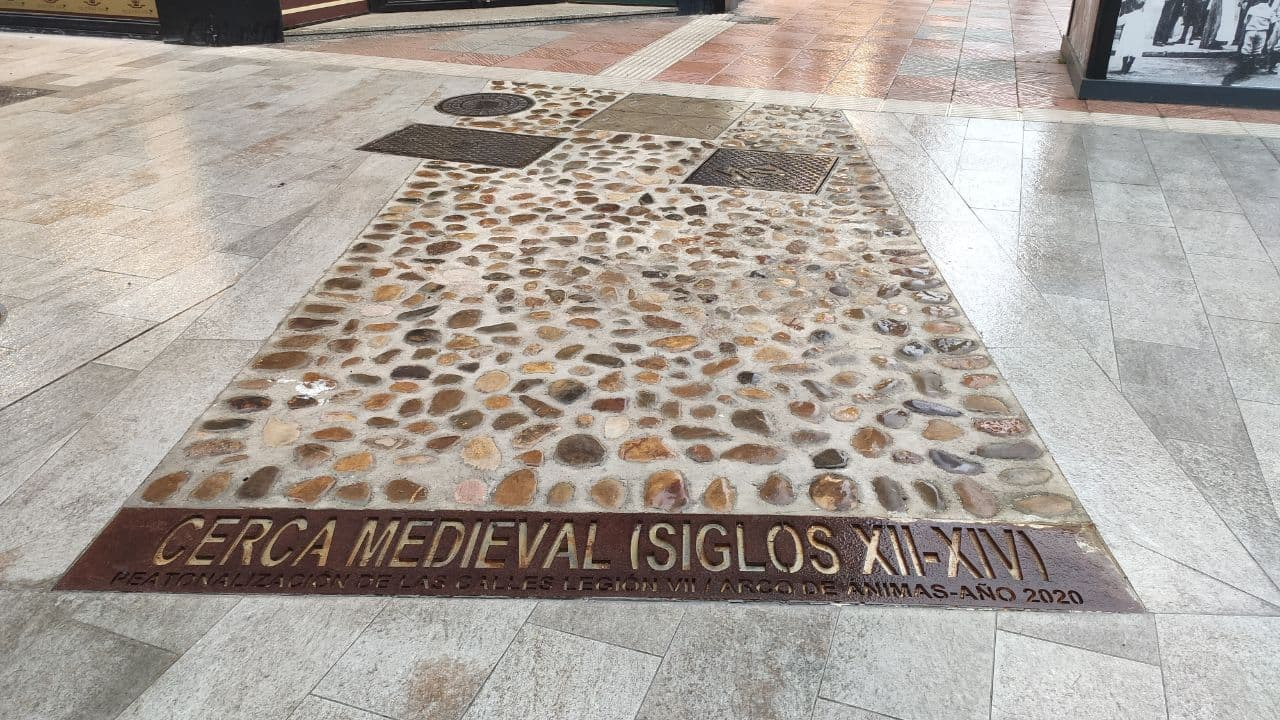

Esta puerta se abría en el ángulo suroeste de la cerca medieval y ante ella se encontraba el Campo de San Francisco y el convento del mismo nombre. A partir de ella salía carretera hacia Galicia, por lo que recibía indistintamente los nombres de puerta de San Francisco o puerta Gallega. Esta puerta tenía un significado importante dentro de la vida religiosa de la ciudad, pues las cofradías penitenciales, asentadas en el cercano convento de San Claudio, entraban por ella para realizar la penitencia, algo que ha perdurado en la tradición actual de las cofradías de recorrer el mismo lugar donde se encontraba. El archivo municipal de León guarda la siguiente descripción acerca de la puerta: 
Puerta de dos formaciones torreadas, de la modalidad predominante en el siglo XIV, a saber torres prismáticas, de dos pisos, almenadas en su origen y, entre una y otra, arco y andana de enlace los que enmarcan en su parte inferior una puerta de dos hojas. Presentando hiladas de sillería en la parte de la base de las torres y en las aristas laterales. El conjunto es de mampostería de cal y piedra.
Se demolió en 1864, para dar vista a la torre de San Claudio y siendo alcalde Pablo de León y Brizuela.
Puerta Moneda

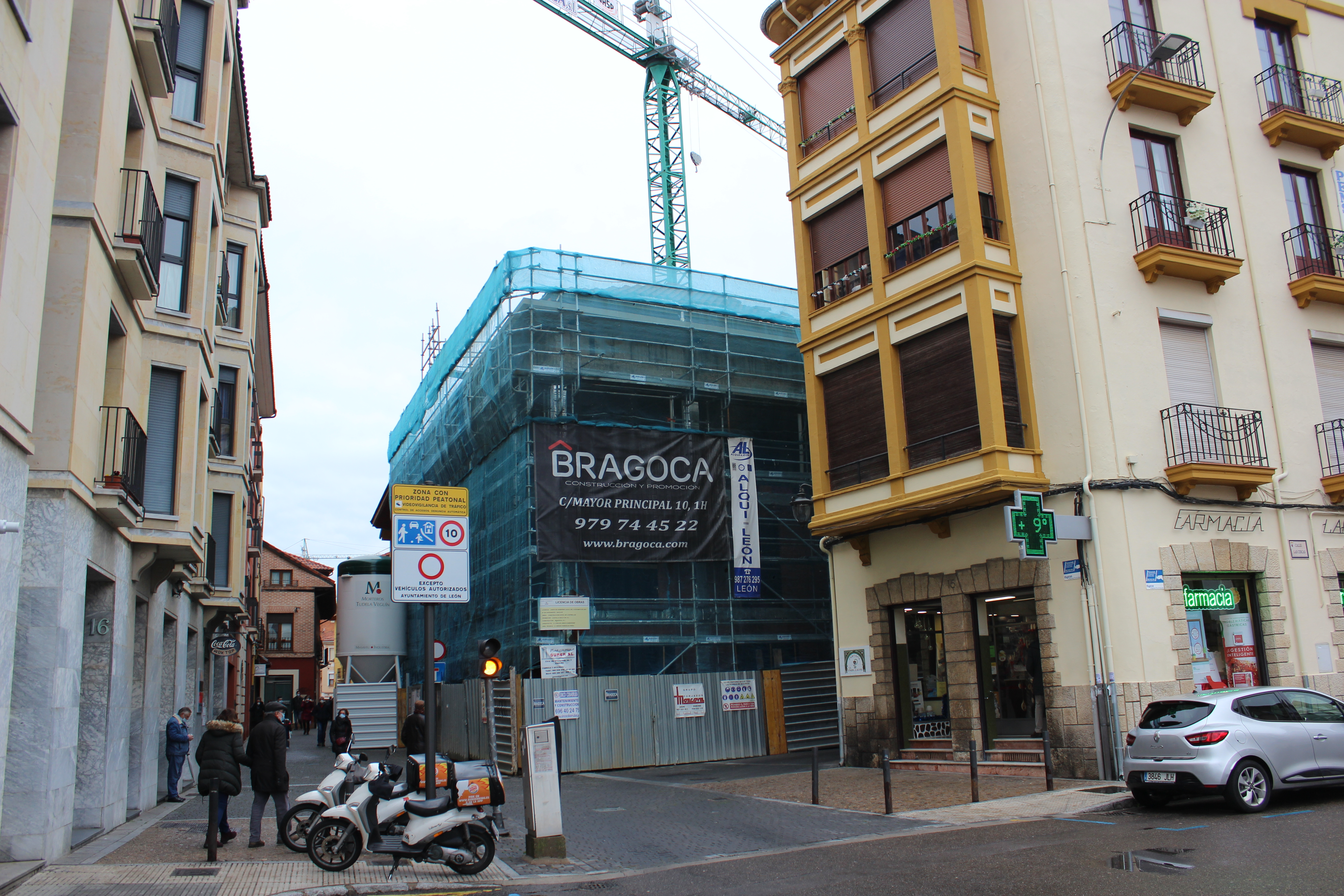
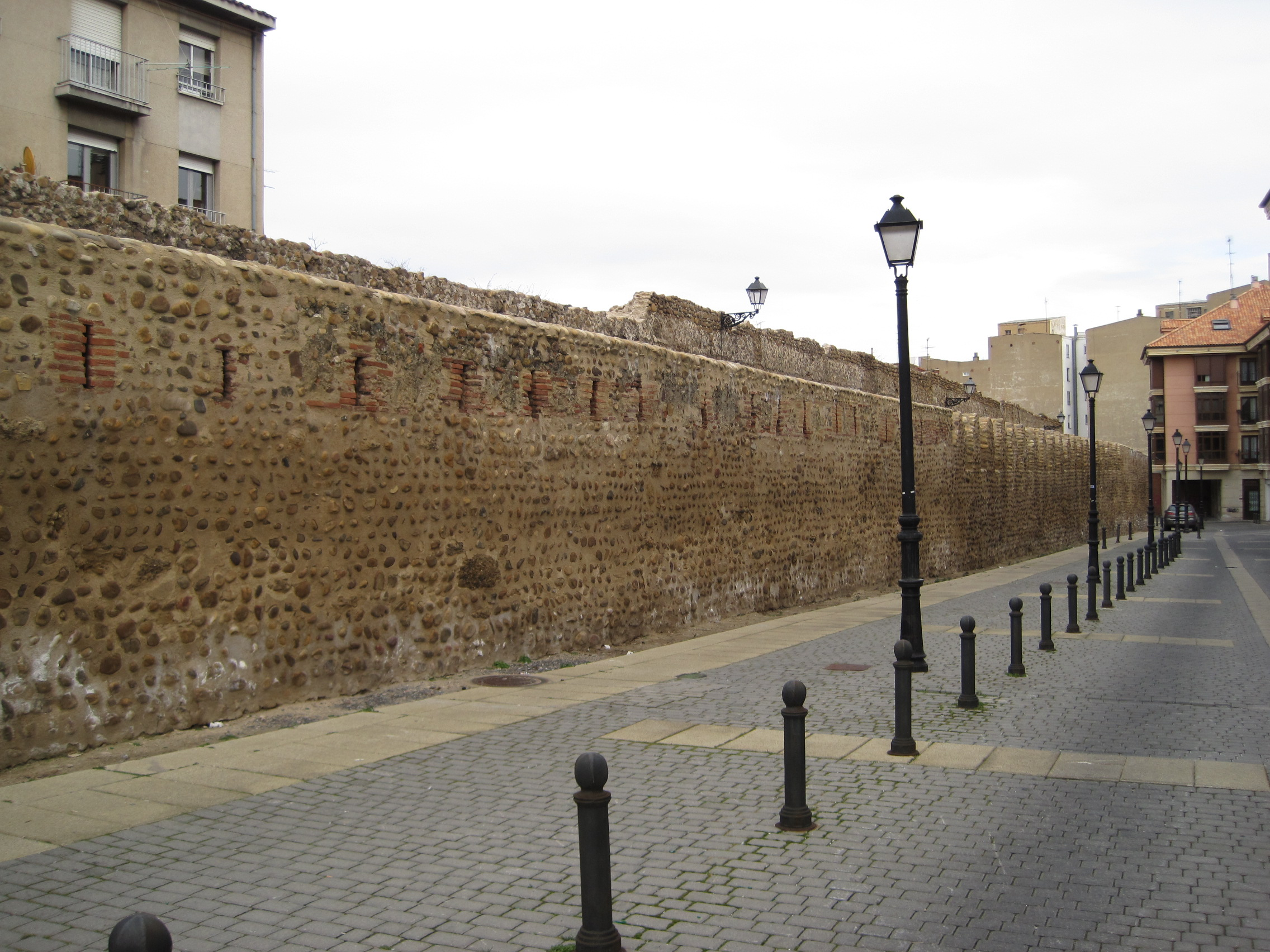

Esta puerta de la cerca medieval era y es la entrada a la ciudad de los peregrinos del Camino de Santiago que, una vez recorrida la calle de la Rúa y visitados los principales templos, salían por la Puerta de Renueva. Su nombre viene del asentamiento de cambistas en las inmediaciones. La puerta se encontraba, según Quadrado, coronada por una estatua del rey Carlos III desde 1759, fecha de su coronación como rey de España. Fue demolida en 1905, siendo alcalde Cecilio Díez Garrote.
Puerta de Santa Ana

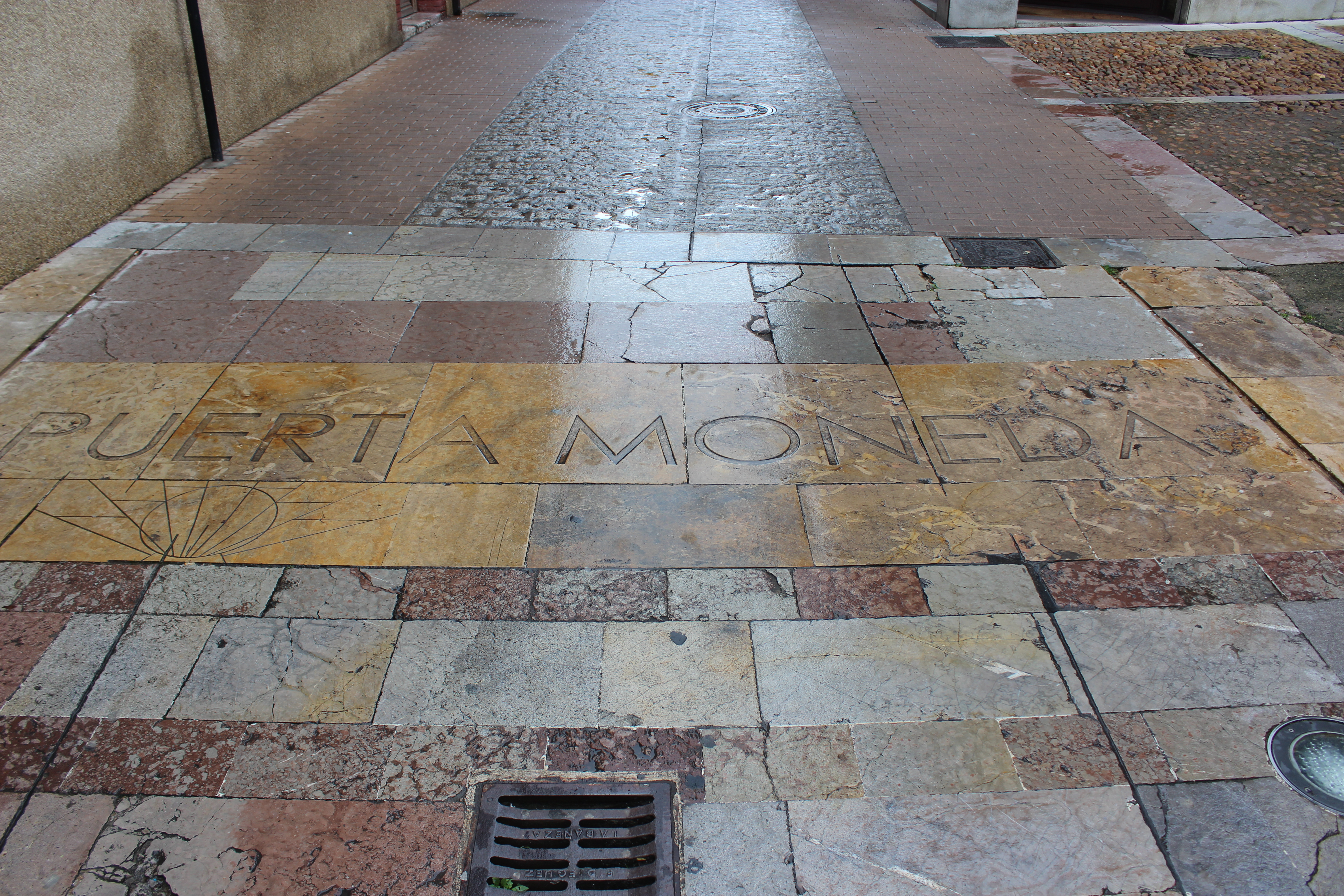
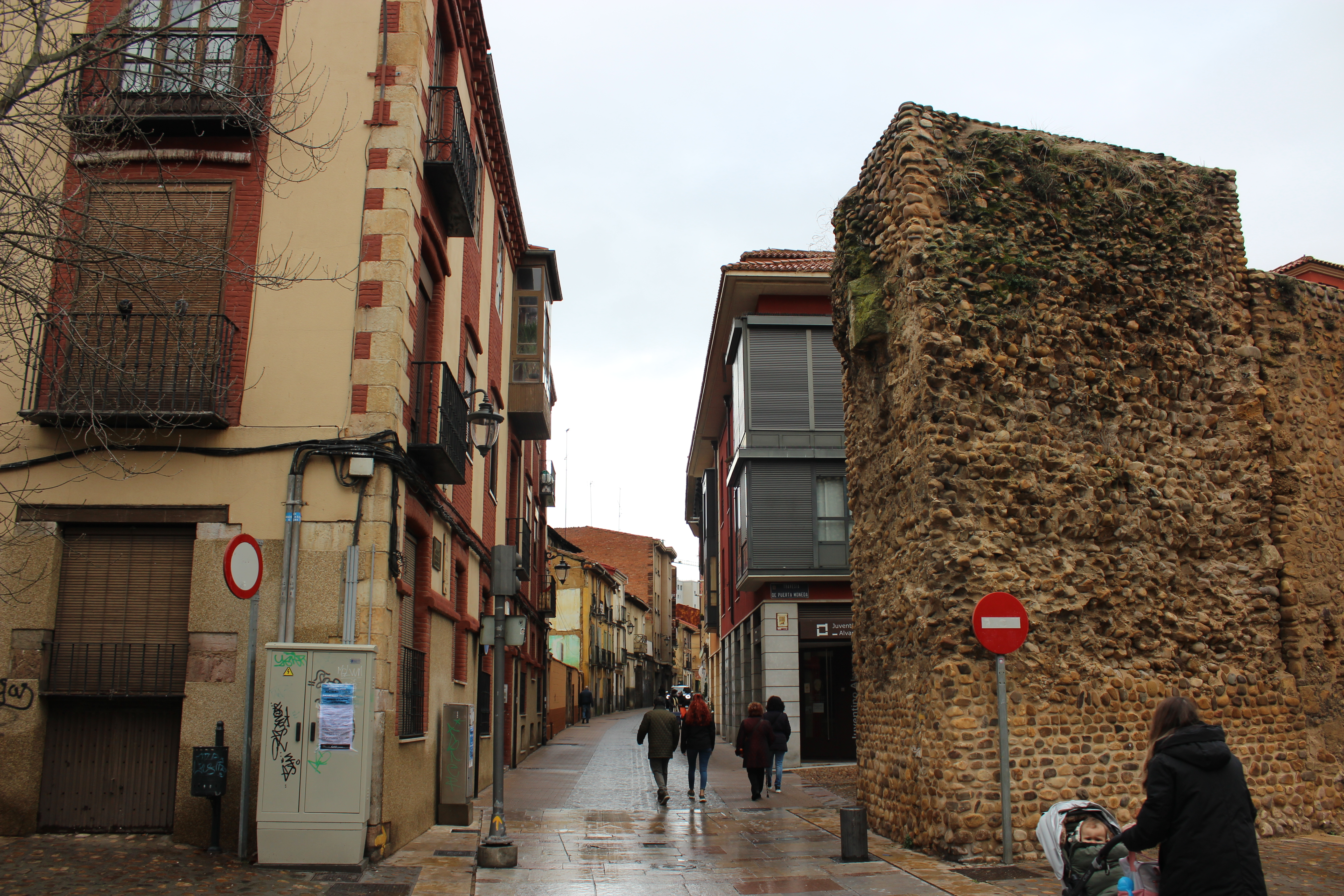

Según se deduce de las crónicas, estuvo dentro del terreno en el que durante algún tiempo se asentó la judería y se abría frente a la llamada calle de Moros, por lo que aparece citada como puerta de moros o calle de moros. Más tarde recibió el nombre de puerta de Santa Ana por ser la comunicación con el asentamiento del mismo nombre. La puerta se demolió y se encontraba en lo que hoy se conoce como plaza de Riaño. Tenía un paso abovedado de medio punto y dos torreones enmarcándolo. Fue derribada en 1866 siendo alcalde Pablo de León y Brizuela.
Puerta Sol

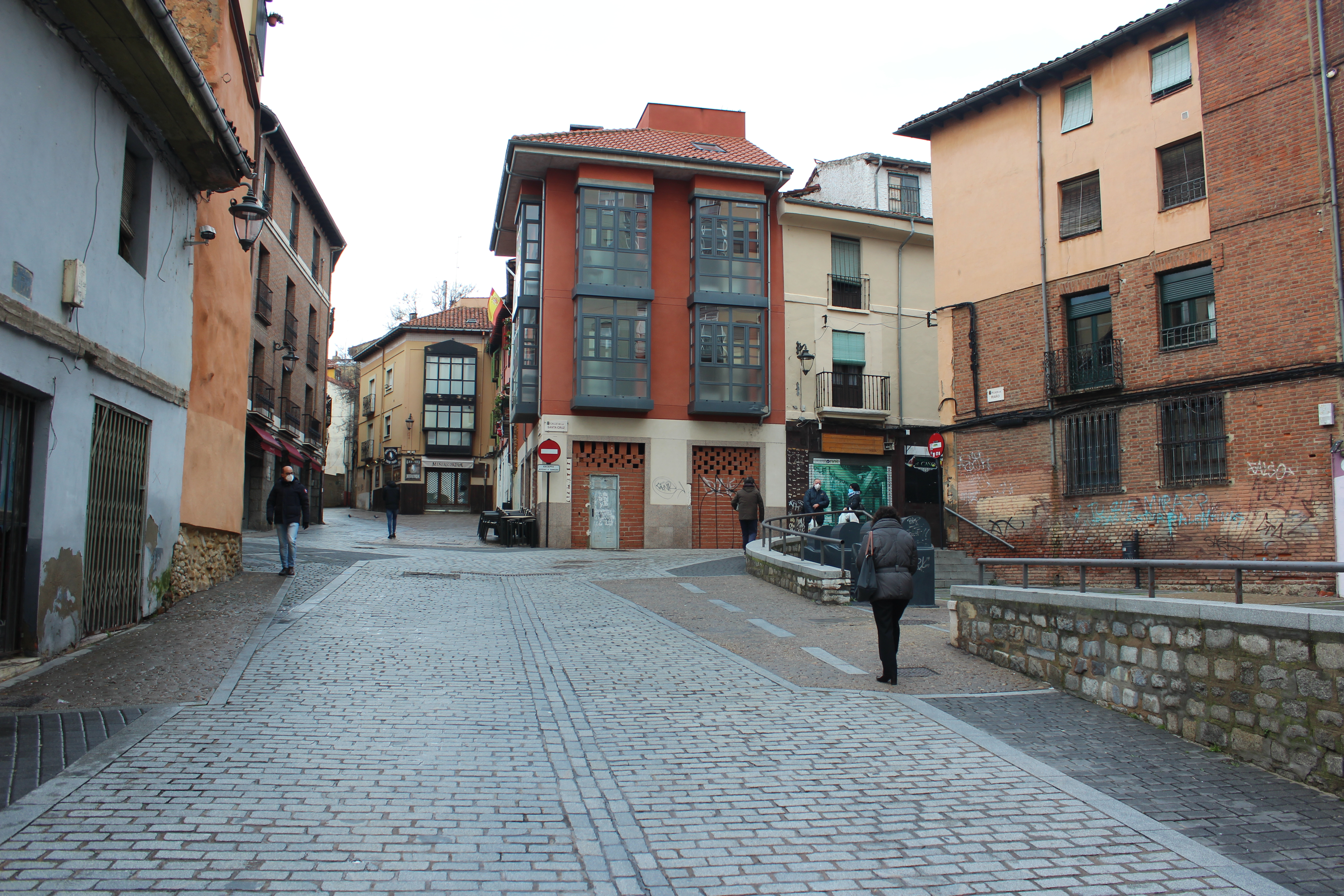
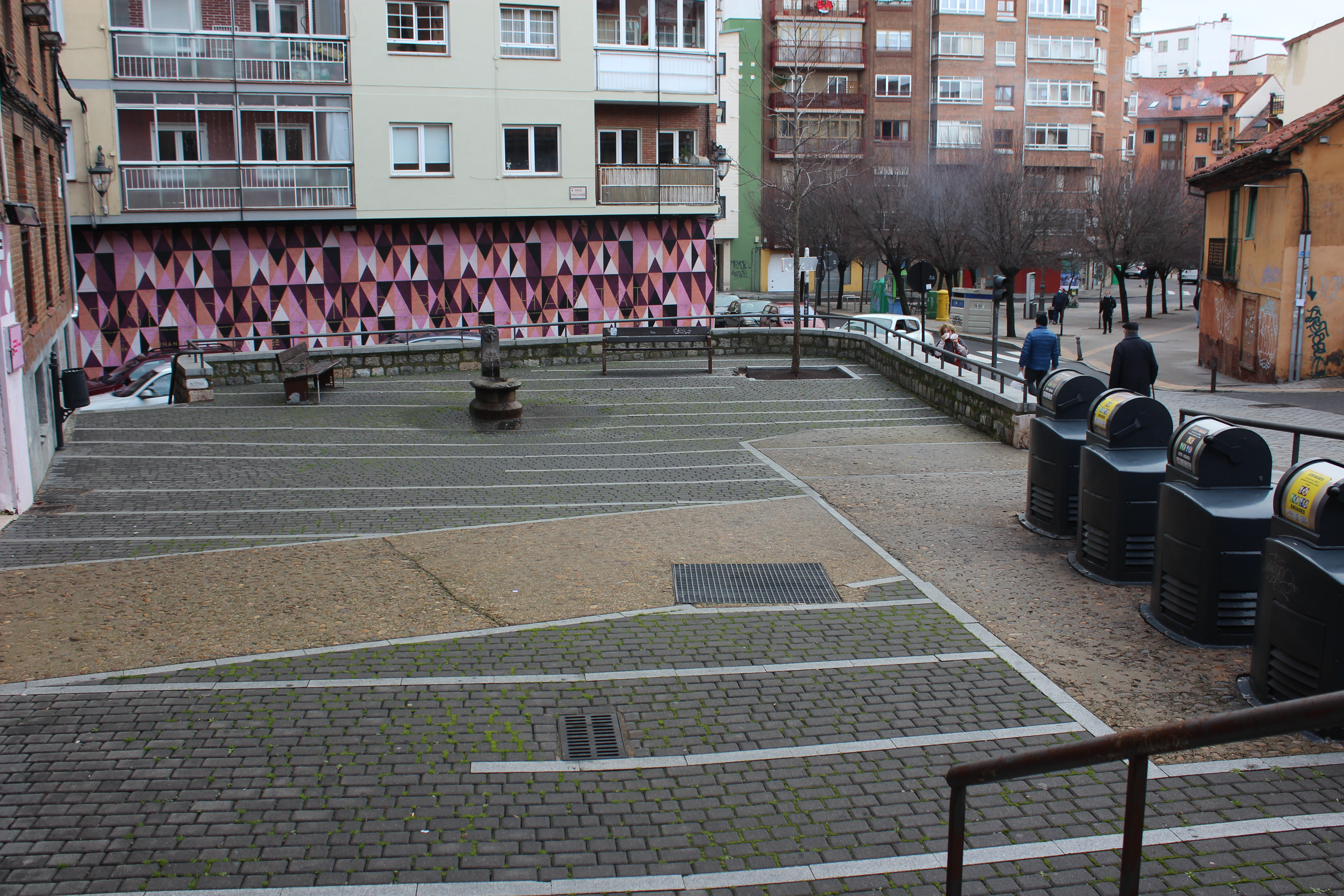

Esta puerta recibió su nombre por la orientación que tenía, mirando hacia el este aunque también fue conocida por el nombre del canónigo de la catedral Diego Gutiérrez. La puerta, que fue demolida, pudo tener un arco sencillo de medio punto y una torre cuadrangular que la defendía en el lado sur. Su demolición, no falta de polémica, se realizó en 1877 tras sucesivos intentos por parte de la comisión de monumentos de salvar la puerta, ya que el ayuntamiento decretó su derribo en 1864. La puerta se encontraba en los alrededores de la plaza del caño Badillo.
Puerta del Peso

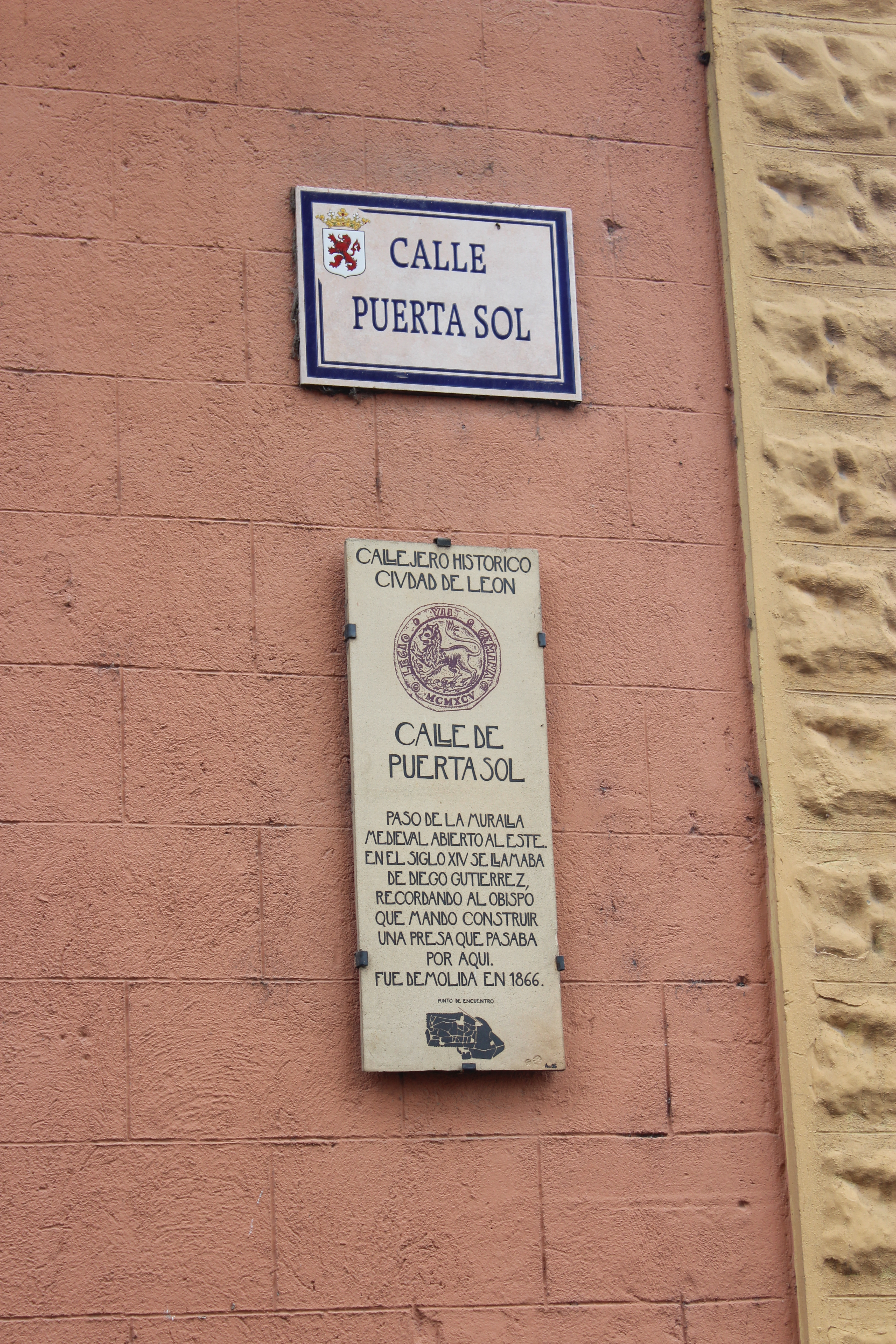
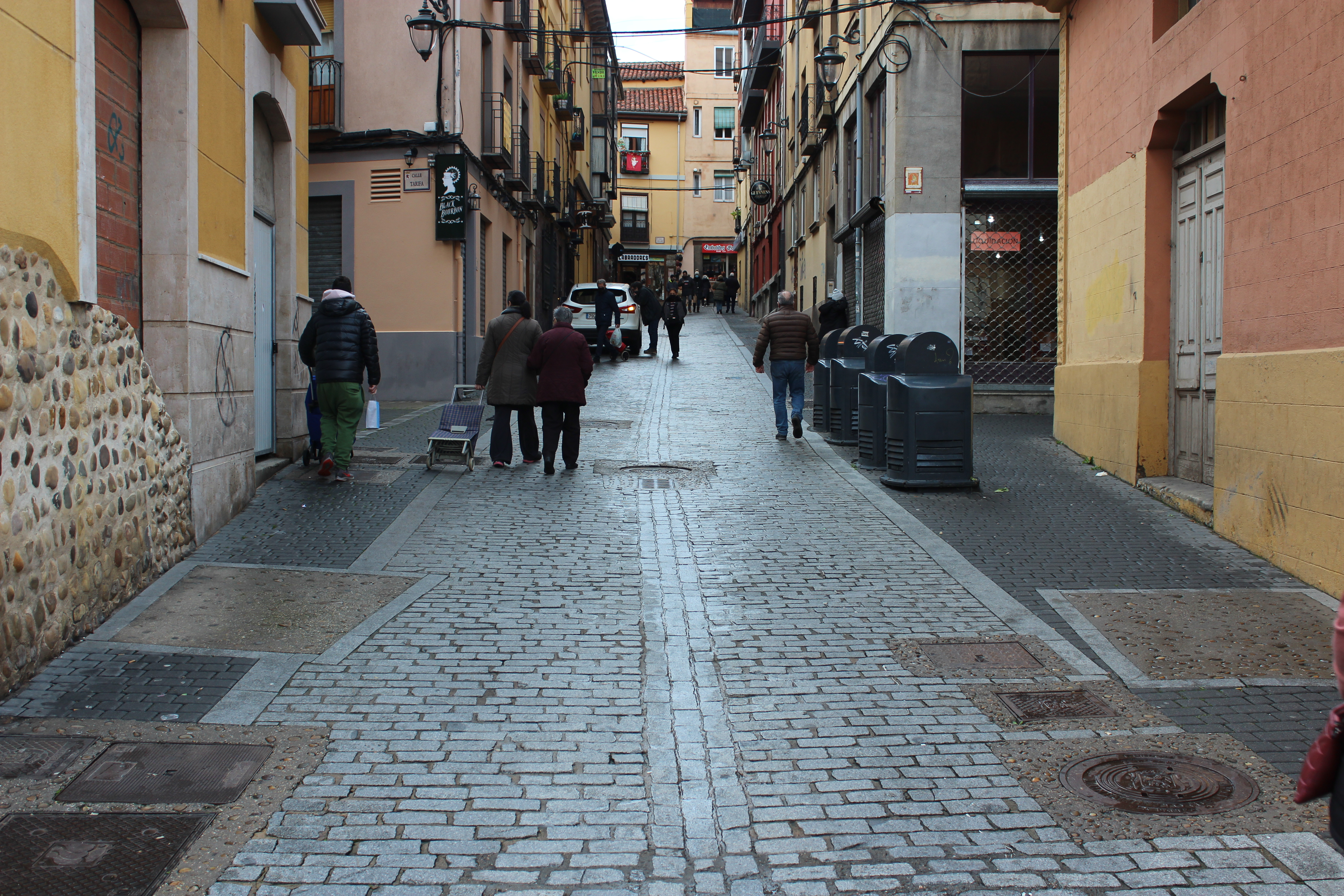
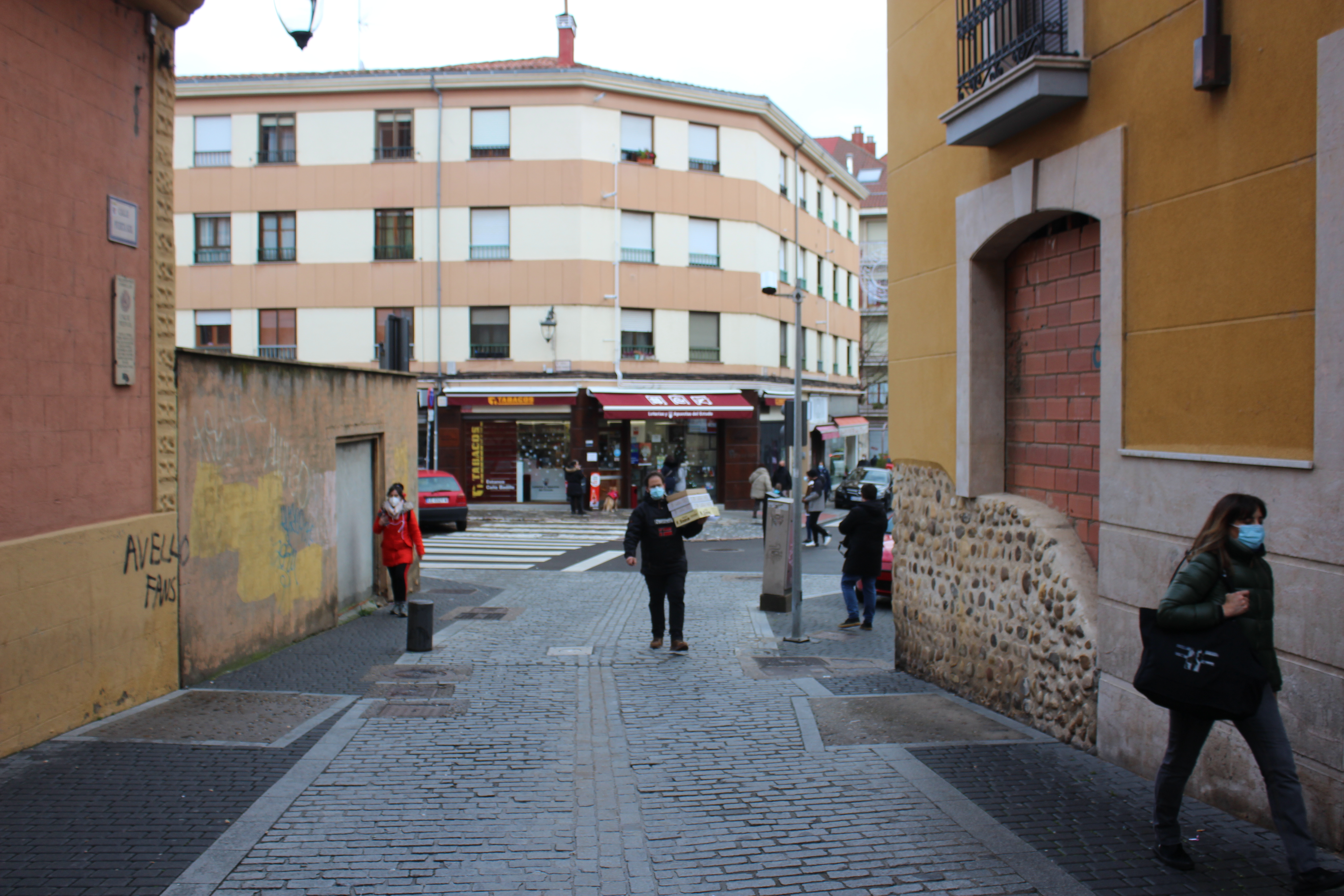
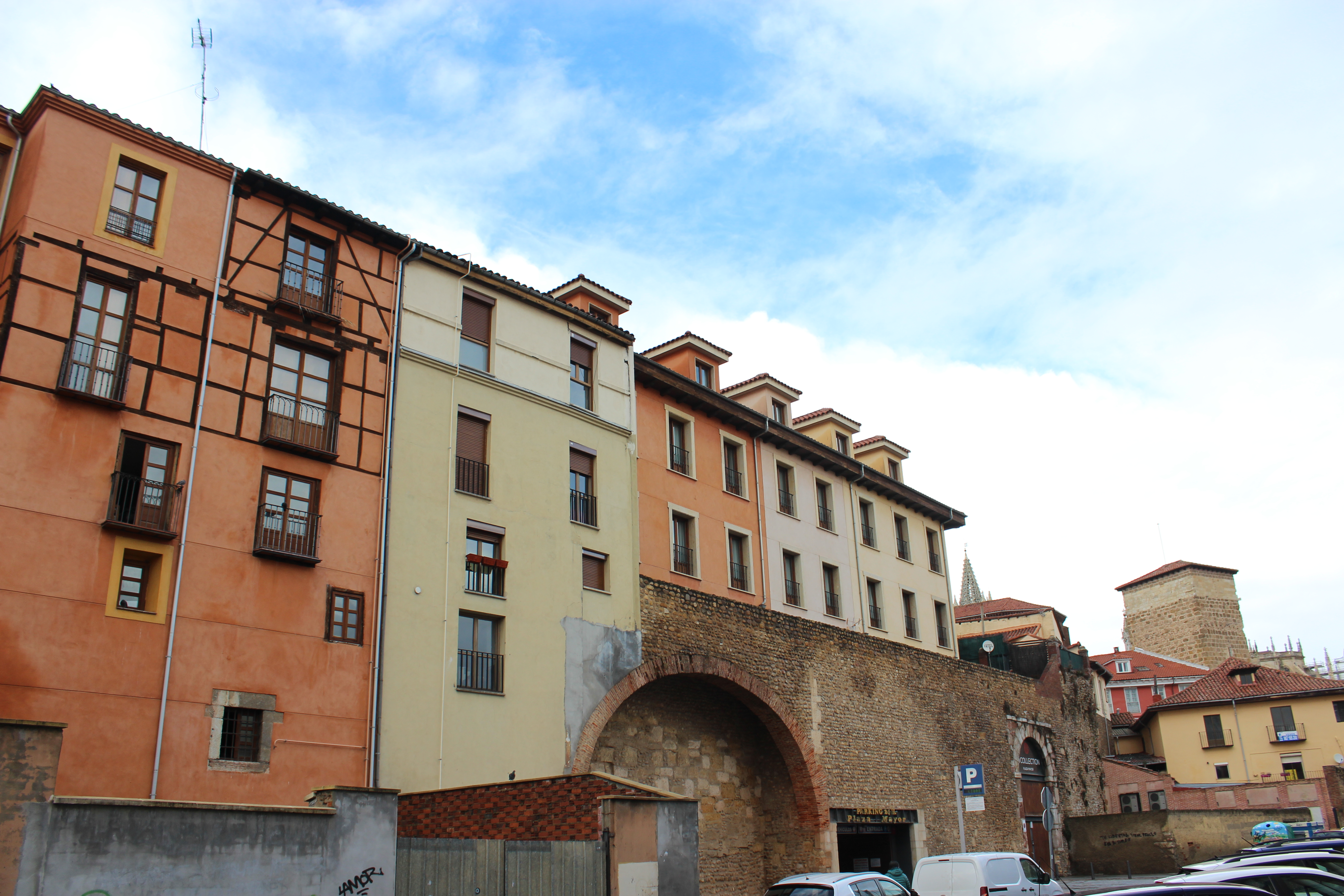

Se situaba en el encuentro entre la cerca medieval y la muralla tardorromana, coincidiendo con la calle de Escuderos, de donde viene uno de sus nombres y más tarde, con una de las salidas de la plaza mayor ya que durante la construcción de esta se creó un paso porticado para dar acceso a la misma y a la barriada de San Salvador del Nido. La puerta demolida era sencilla y constaba de dos torres que la defendían, una de las cuales, la torre de los Ponce, ha llegado hasta nuestros días frente a la plaza del caño Badillo. Su demolición se realizó entre los años 1858 y 1864, en época del alcalde Pedro Balanzátegui Altuna o durante el mandato de Pablo de León y Bruzela con Dámaso Merino de teniente alcalde.
Puerta Obispo

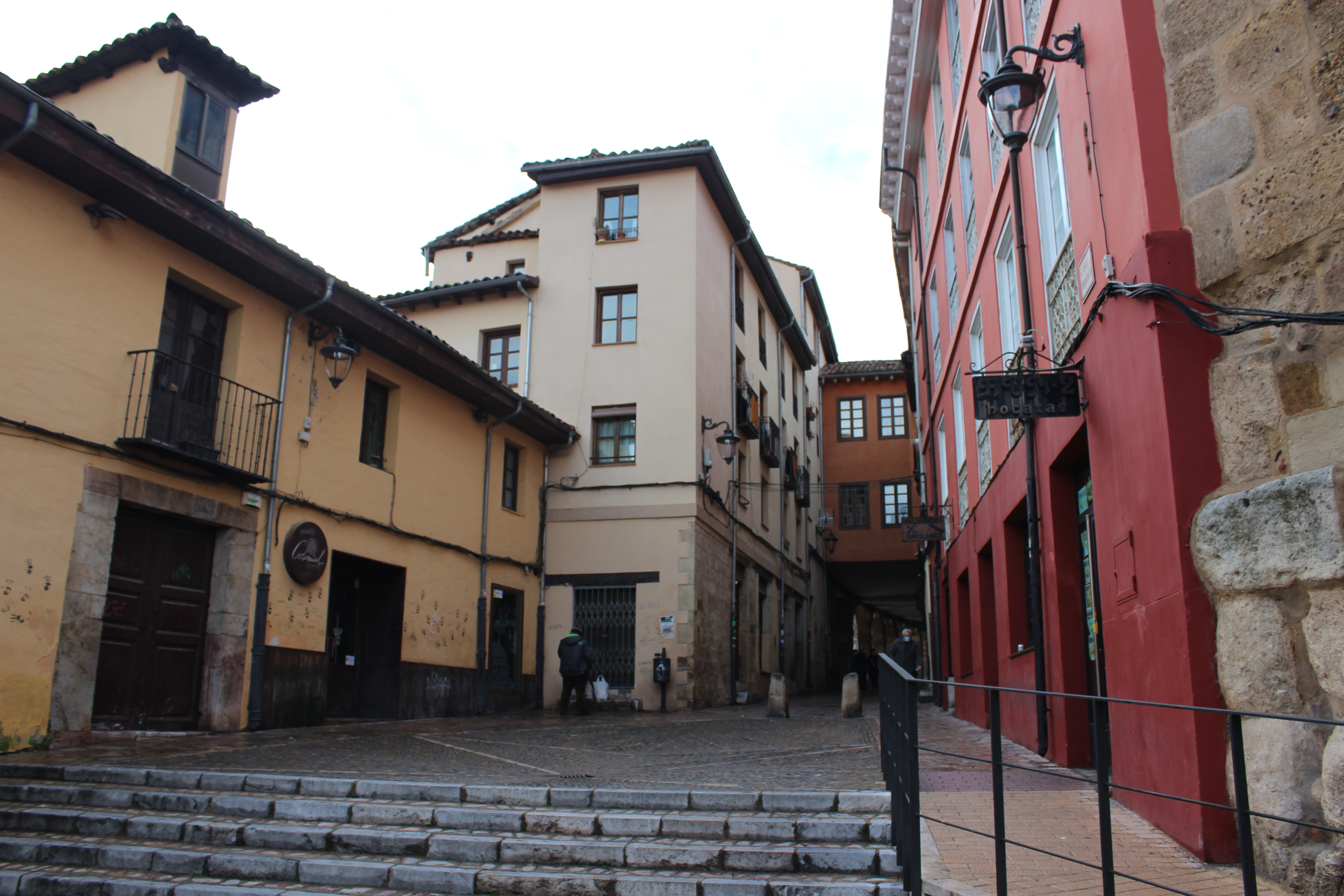
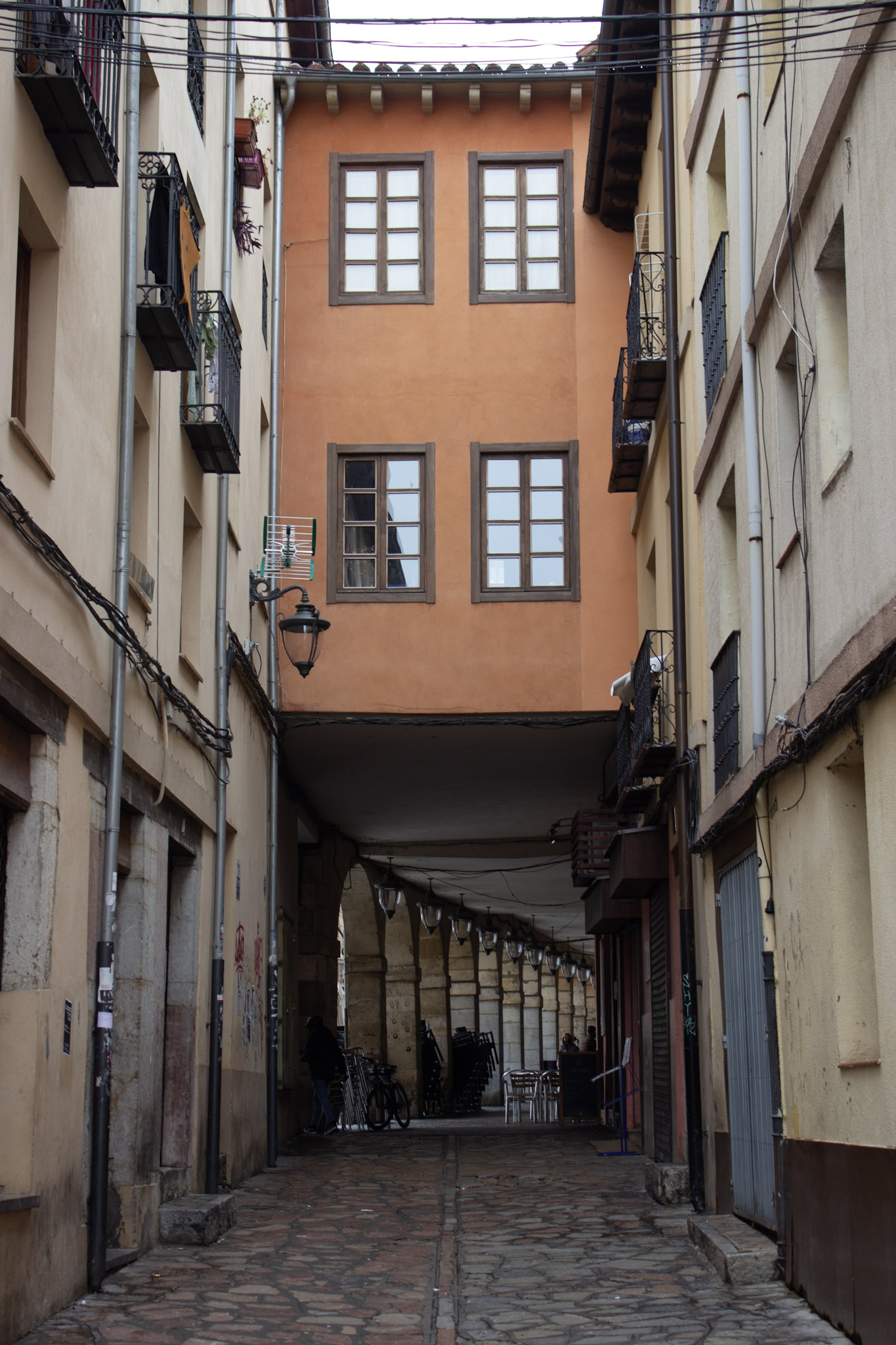
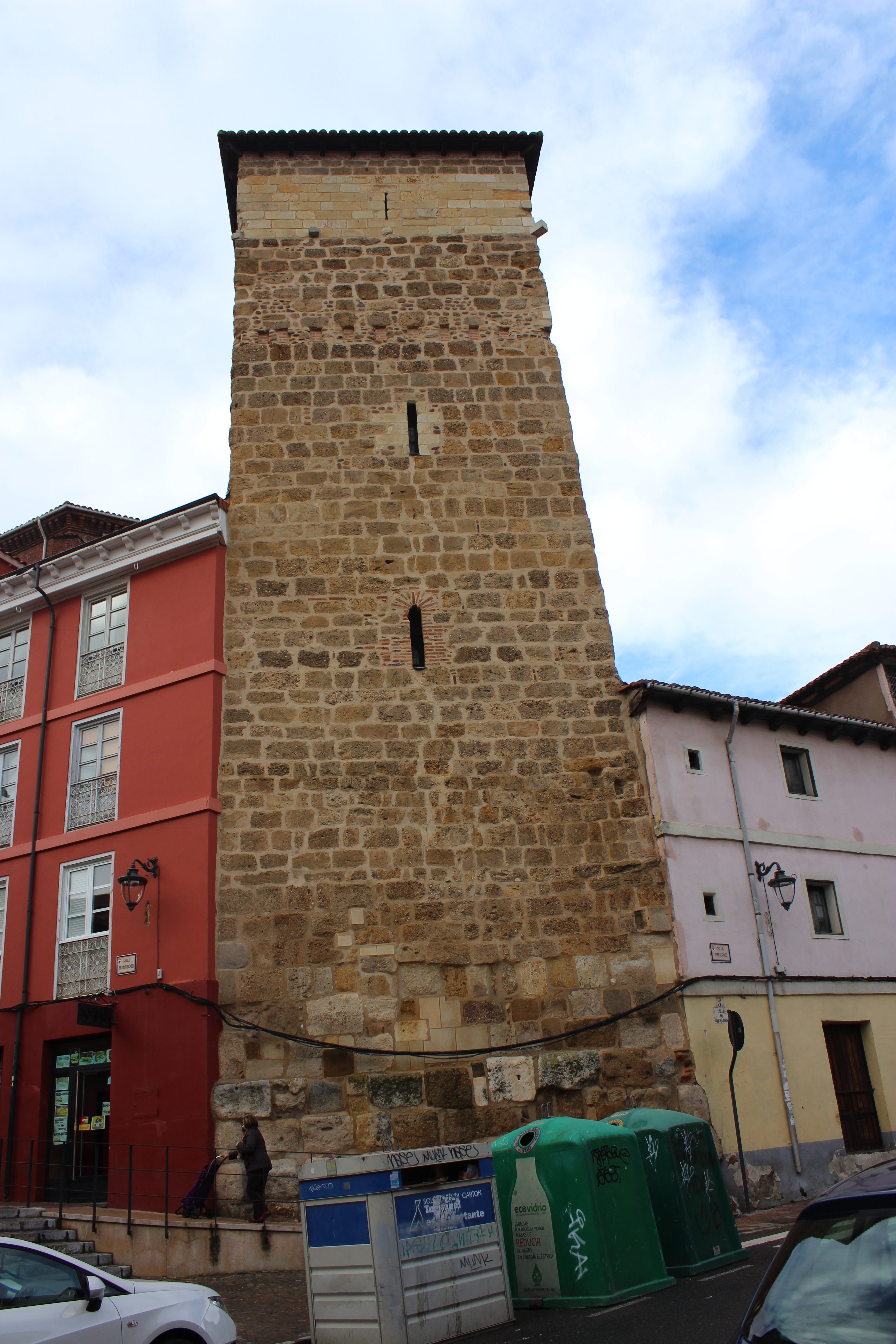

Orientada al este, es la puerta de la que más información tenemos debido a las excavaciones arqueológicas en la zona. Cuando formaba parte del campamento romano, contaba con dos torreones rectangulares enmarcando un paño de doble puerta con arcadas de medio punto y sobre ellas un cuerpo cerrado con ventanas y sobre esta un espacio aterrazado. La construcción de la muralla tardorromana supuso para esta puerta el cegar uno de sus dos arcos y perder parte de las torres. Sería en el siglo XIII cuando volvería a ser reformada, con el añadido de una galería que comunicaría la catedral con el palacio episcopal y dos arcos apuntados. Su nombre proviene de esta galería. En el siglo XVII vivió su última reforma antes del derribo, la cual consistió en eliminar todos los edificios anexos de la edificación.
Su demolición, junto a la torre del tesoro de la catedral se realizó en 1910 y la total eliminación de los restos en 1927 siendo alcalde Alfredo Barthe Sánchez Sierra.

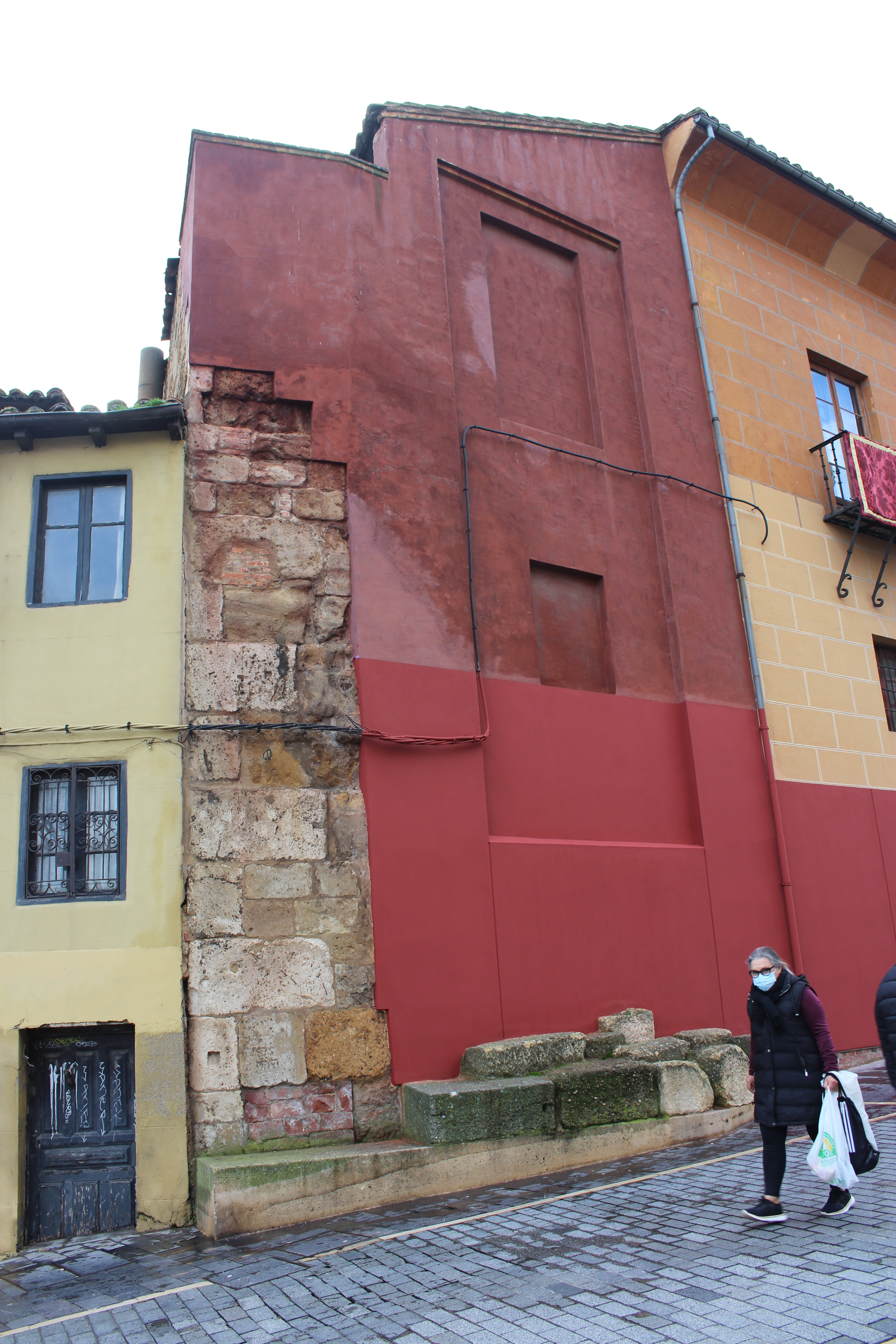
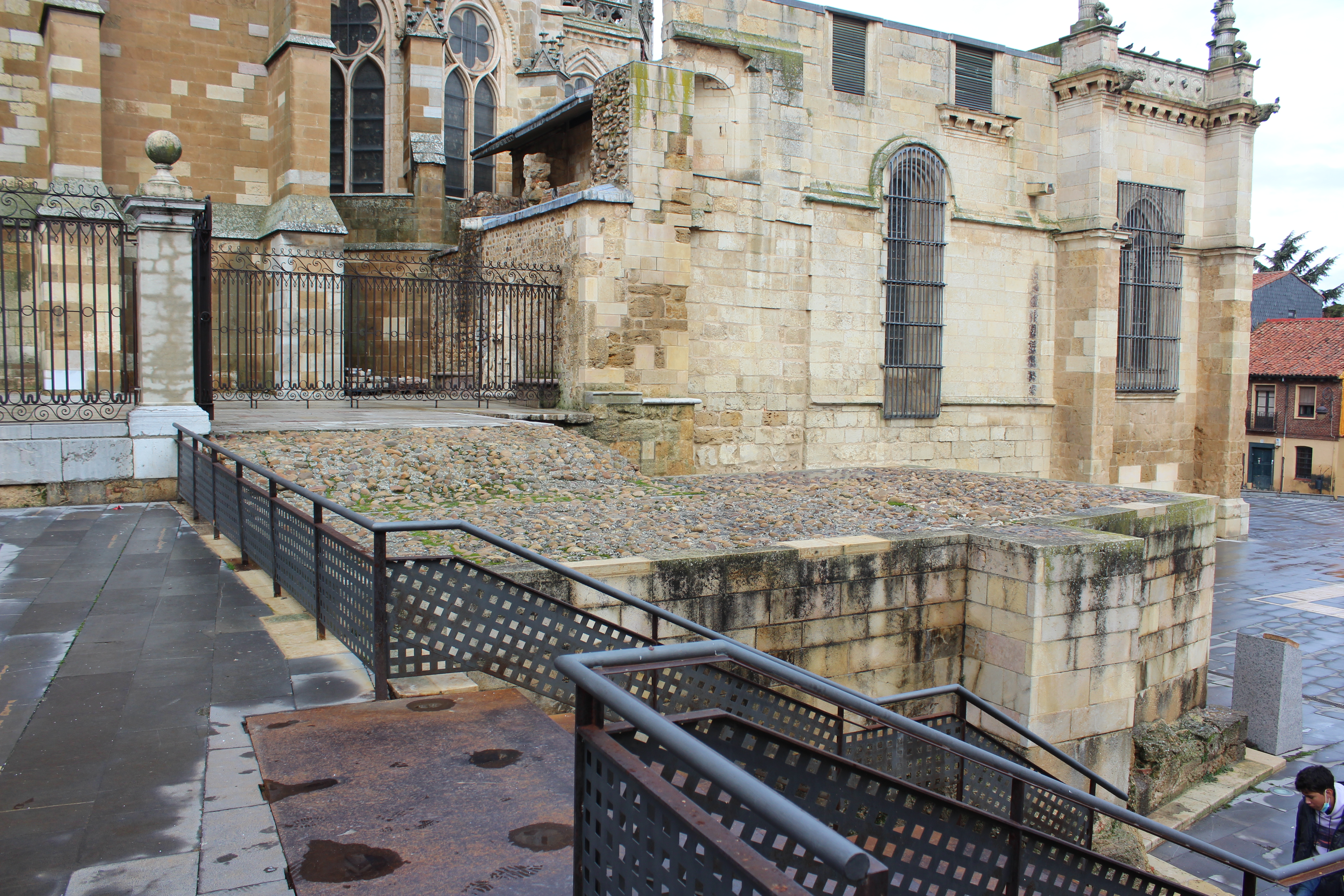
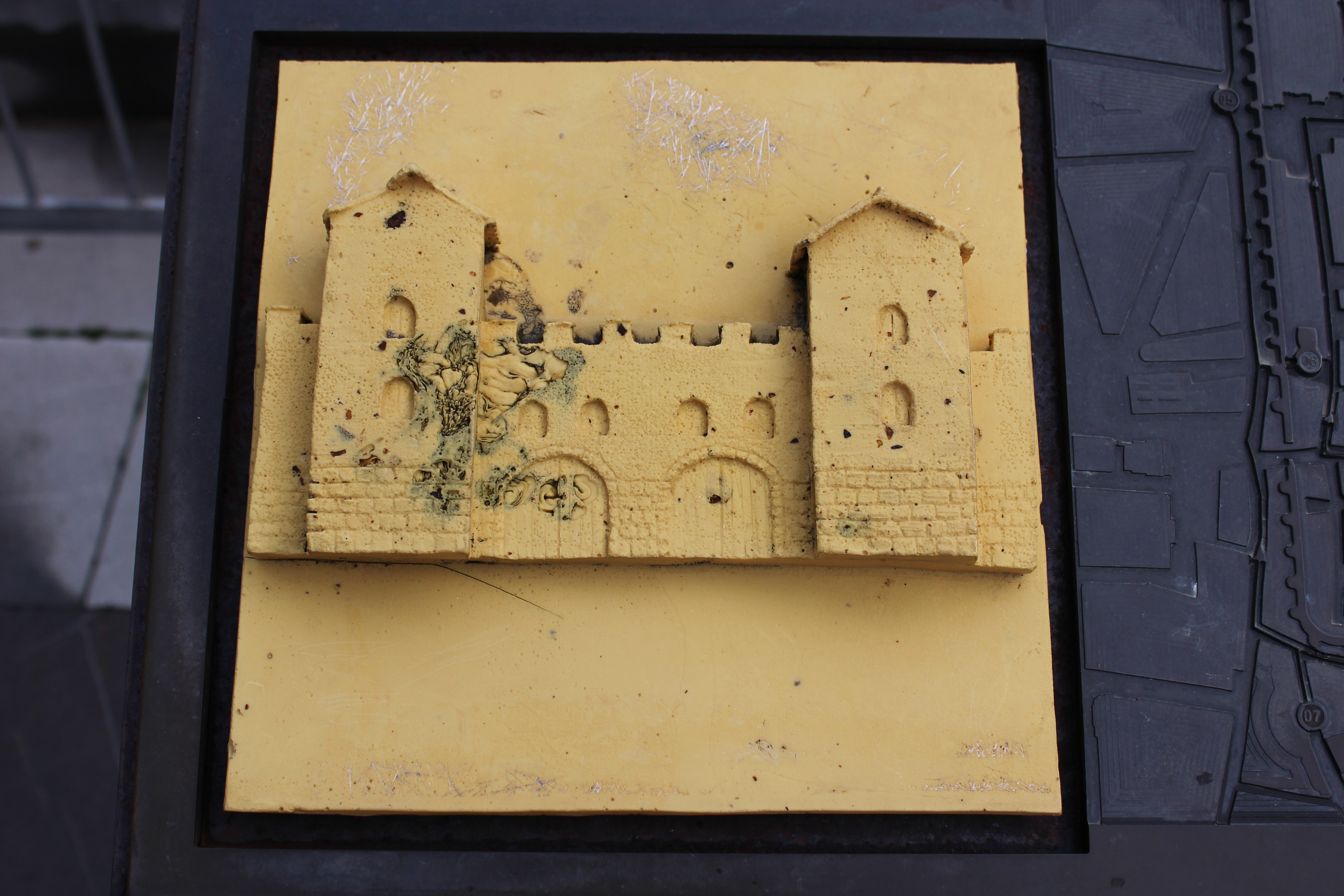
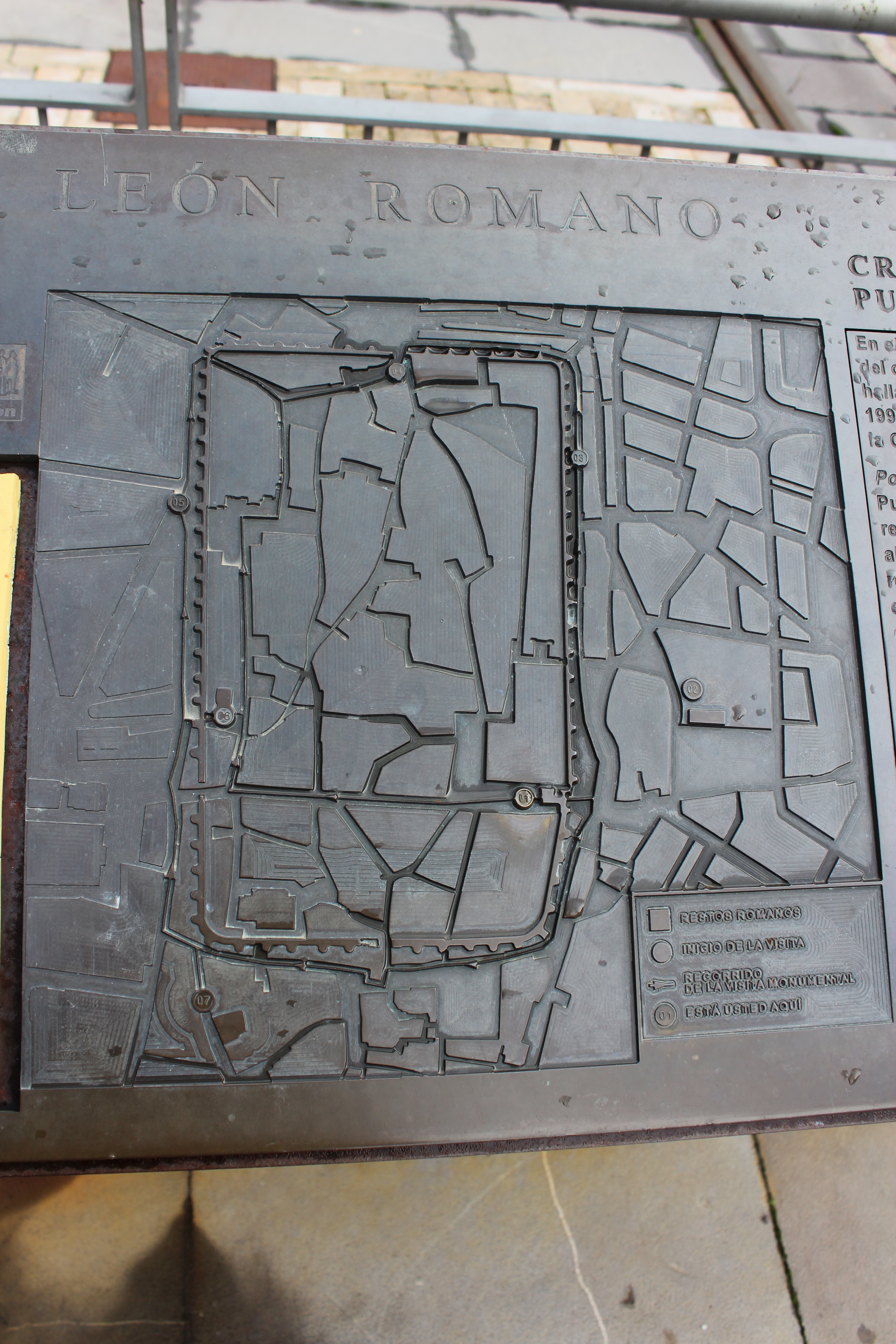
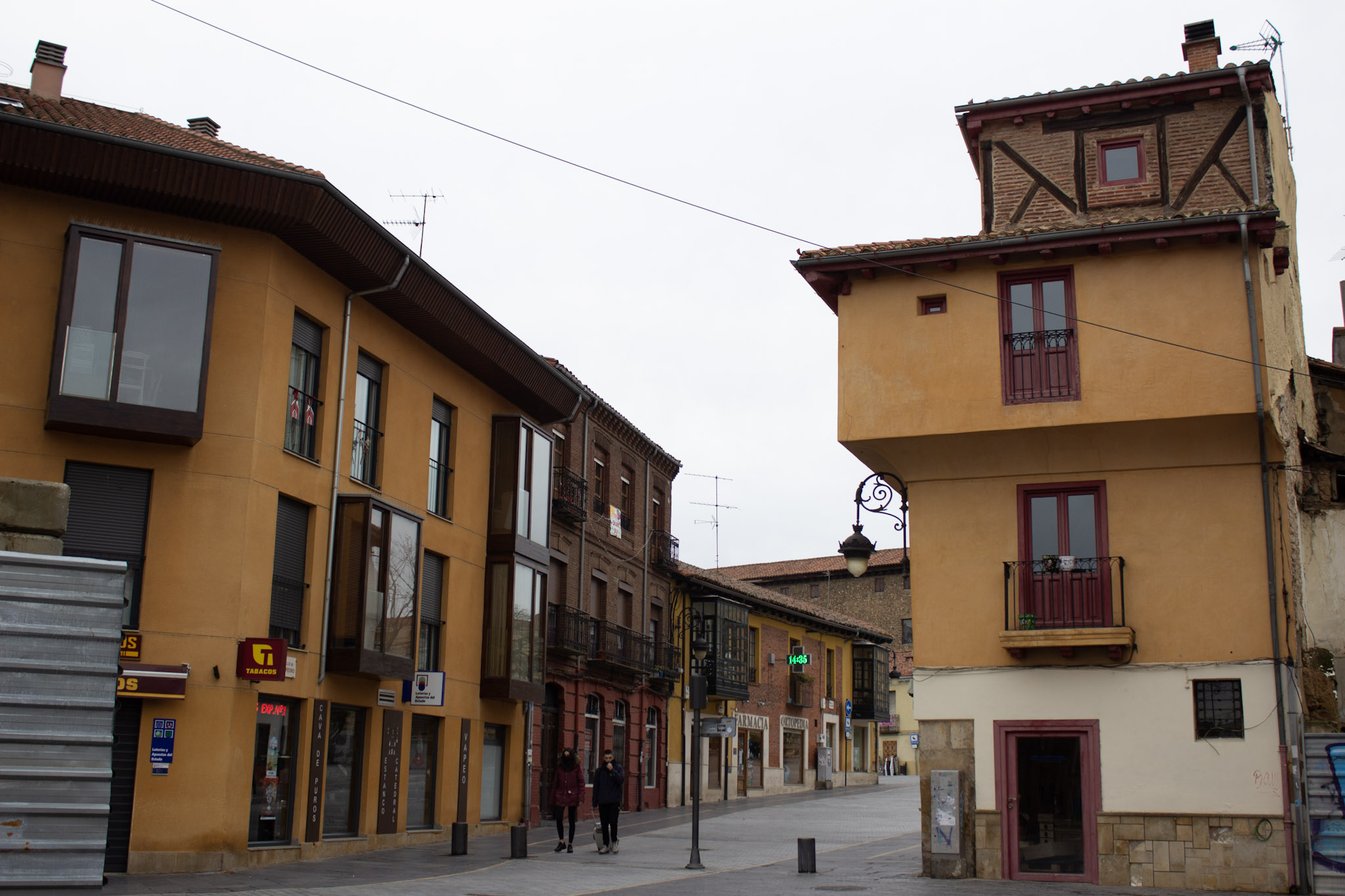

## Estado actual

### Conservación
El 27 de julio de 2008, parte de la muralla de León y un tapial anexo se desprendieron. El derrumbe se produjo en la calle Ruiz de Salazar, en la zona que se corresponde con el tramo final de la muralla en dicha calle, a la altura de la esquina con la calle Pilotos Regueral. El desmoronamiento llenó de cascotes no solo la zona aledaña a la muralla, sino toda la calle, habitualmente peatonal aunque con circulación limitada a residentes y vehículos autorizados. A día de hoy la muralla se encuentra en estado de ruina consolidada, siendo restaurada periódicamente. El Ayuntamiento de León es su propietario, y la construcción está destinada a ser un elemento más dentro de la oferta turística de la ciudad. El 27 de abril de 2005 el alcalde de la ciudad solicitó al Ministerio de Cultura la cifra de 150.000 euros para nuevas tareas de restauración, las cuales se han iniciado y continúan en 2009.

### Protección
La muralla de León fue declarada Monumento Histórico Artístico el 3 de junio de 1931. Está a su vez protegida por la declaración genérica del decreto del 22 de abril de 1949 y por la ley 16/1985 sobre el patrimonio histórico español.

### Peatonalización
En junio de 2011 se inaugura un tramo de la muralla que pasa a ser peatonal en su parte superior, siendo la tercera muralla de España que puede ser transitada a modo de paseo superior. La zona peatonal corresponde a un pequeño tramo situado en el parque del Cid, detrás del edificio Pallarés, sede del Museo de León.